# Saint-Laurent-de-Neste
Pour les articles homonymes, voir Saint-Laurent.
Saint-Laurent-de-Neste est une commune française située dans l'est du département des Hautes-Pyrénées, en région Occitanie.
Sur le plan historique et culturel, la commune est dans la région gasconne de Magnoac, située sur le plateau de Lannemezan, qui reprend une partie de l’ancien Nébouzan, qui possédait plusieurs enclaves au cœur de la province de Comminges et a évolué dans ses frontières jusqu’à plus ou moins disparaitre. Exposée à un climat océanique altéré, elle est drainée par la Neste, le Lavet, le ruisseau du Lavet de Derrière, le ruisseau de la Baquère, le ruisseau de la Torte et par divers autres petits cours d'eau. La commune possède un patrimoine naturel remarquable : un site Natura 2000 (« Garonne, Ariège, Hers, Salat, Pique et Neste ») et quatre zones naturelles d'intérêt écologique, faunistique et floristique.
Saint-Laurent-de-Neste est une commune rurale qui compte 960 habitants en 2022. Elle fait partie de l'aire d'attraction de Lannemezan..
Ses habitants sont appelés les Saint-Laurenchais.

## Géographie

### Localisation
La commune de Saint-Laurent-de-Neste se trouve dans le département des Hautes-Pyrénées, en région Occitanie.
Elle se situe à 37 km à vol d'oiseau de Tarbes, préfecture du département, à 27 km de Bagnères-de-Bigorre, sous-préfecture, et à 9 km de Lannemezan, bureau centralisateur du canton de la Vallée de la Barousse dont dépend la commune depuis 2015 pour les élections départementales.
La commune fait en outre partie du bassin de vie de Montréjeau.
Les communes les plus proches sont : 
Nestier (1,6 km), Anères (1,7 km), Saint-Paul (2,0 km), Montégut (2,3 km), Hautaget (3,2 km), Lombrès (3,3 km), Aventignan (3,3 km), Tuzaguet (3,4 km).
Sur le plan historique et culturel, Saint-Laurent-de-Neste fait partie du pays de Comminges, correspondant à l’ancien comté de Comminges, circonscription de la province de Gascogne située sur les départements actuels du Gers, de la Haute-Garonne, des Hautes-Pyrénées et de l'Ariège.
La commune est limitrophe du département de la Haute-Garonne.
Les communes limitrophes sont  Anères, Cantaous, Cuguron, Montégut, Nestier, Saint-Paul, Tuzaguet et Villeneuve-Lécussan.
| Cantaous | Villeneuve-Lécussan (Haute-Garonne) | Cuguron (Haute-Garonne) |
| Tuzaguet | Saint-Laurent-de-Neste              | Saint-Paul              |
| Anères   | Nestier                             | Montégut                |

### Hydrographie

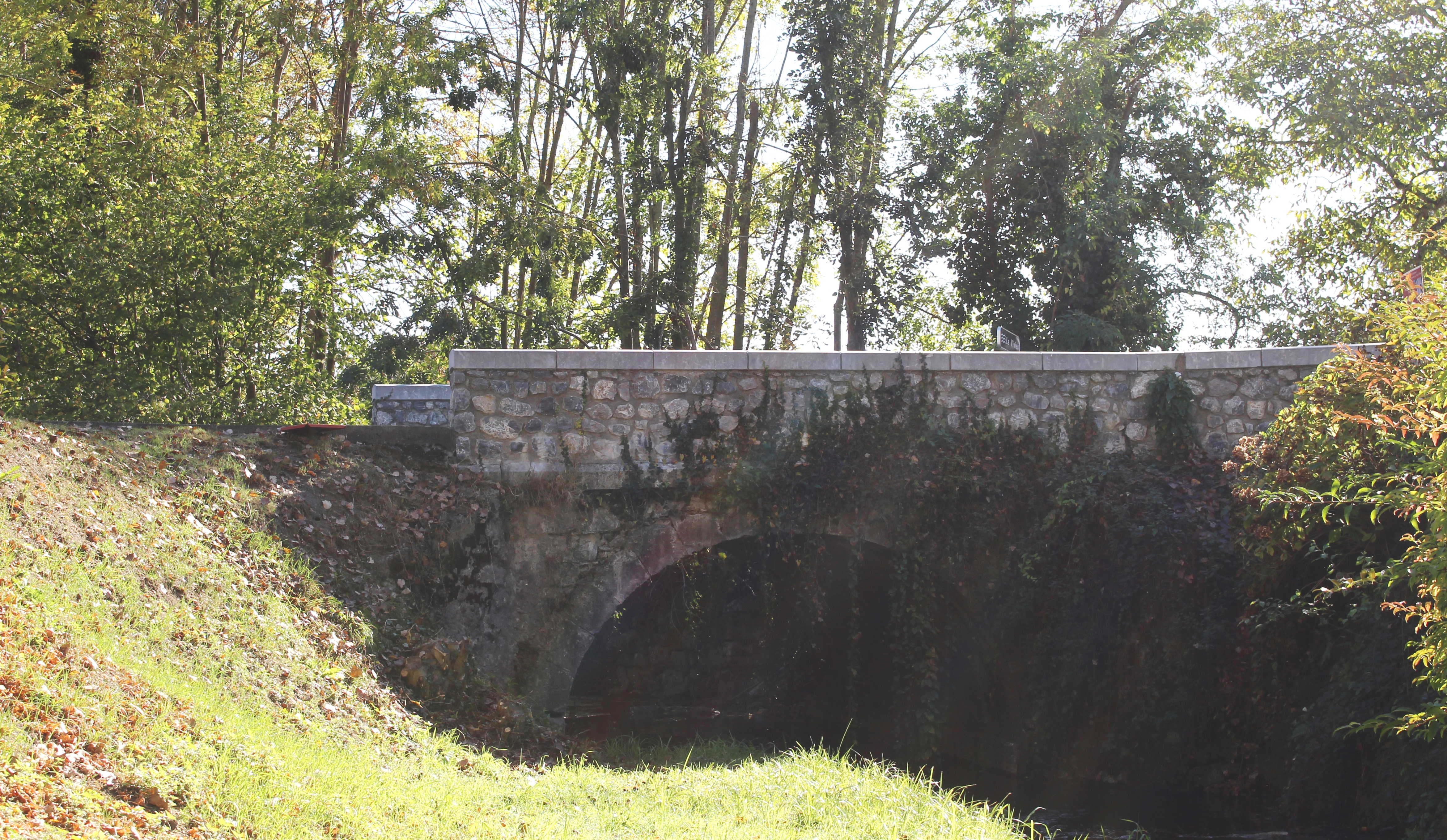
Le pont au-dessus du Vivier.

La commune est dans le bassin versant de la Garonne, au sein du bassin hydrographique Adour-Garonne. Elle est drainée par le Neste, le Lavet, le Ruisseau du Lavet de Derrière, le ruisseau de la Baquère, le ruisseau de la Torte, un bras de la Neste, Rigole du Lavet le ruisseau de Derrière Lillaou et par divers petits cours d'eau, constituant un réseau hydrographique de 18 km de longueur totale,.
La Neste, d'une longueur totale de 73,1 km, prend sa source dans la commune d'Aragnouet et s'écoule vers le nord puis se réoriente vers l'est. Elle traverse la commune et se jette dans la Garonne à Montréjeau, après avoir traversé 34 communes.
Le Lavet, d'une longueur totale de 16,7 km, prend sa source dans la commune et s'écoule d'ouest en est. Il traverse la commune et se jette dans la Garonne à Villeneuve-de-Rivière, après avoir traversé 8 communes.
Le Ruisseau du Lavet de Derrière, d'une longueur totale de 14,3 km, prend sa source dans la commune de Cantaous et s'écoule d'ouest en est. Il traverse la commune et se jette dans le Lavet à Ponlat-Taillebourg, après avoir traversé 8 communes.

### Climat
Le climat est tempéré de type océanique, en raison de l'influence proche de l'océan Atlantique situé à peu près 150 km plus à l'ouest. La proximité des Pyrénées fait que la commune profite d'un effet de foehn, il peut aussi y neiger en hiver, même si cela reste inhabituel.
| Mois                              | jan.  | fév.  | mars  | avril | mai   | juin  | jui.  | août  | sep.  | oct.  | nov.  | déc.  | année   |
| --------------------------------- | ----- | ----- | ----- | ----- | ----- | ----- | ----- | ----- | ----- | ----- | ----- | ----- | ------- |
| Température minimale moyenne (°C) | 1     | 2     | 4     | 6     | 9     | 13    | 15    | 15    | 12    | 9     | 4     | 2     | 7,7     |
| Température moyenne (°C)          | 5,2   | 5,6   | 8,4   | 10,1  | 13,8  | 17,8  | 18,6  | 18,8  | 16,4  | 13,5  | 7,5   | 5,5   | 11,8    |
| Température maximale moyenne (°C) | 10    | 11    | 14    | 15    | 19    | 22    | 25    | 25    | 23    | 19    | 14    | 11    | 17,3    |
| Ensoleillement (h)                | 108,8 | 118,8 | 155,6 | 157,2 | 181,3 | 191,5 | 215,5 | 196,4 | 194,5 | 164,4 | 124,4 | 104,4 | 1 912,8 |
| Précipitations (mm)               | 98,6  | 63,3  | 99    | 108,2 | 137   | 87,1  | 72,6  | 70,5  | 69,5  | 81,9  | 101,4 | 97,4  | 1 086   |

### Milieux naturels et biodiversité

#### Réseau Natura 2000

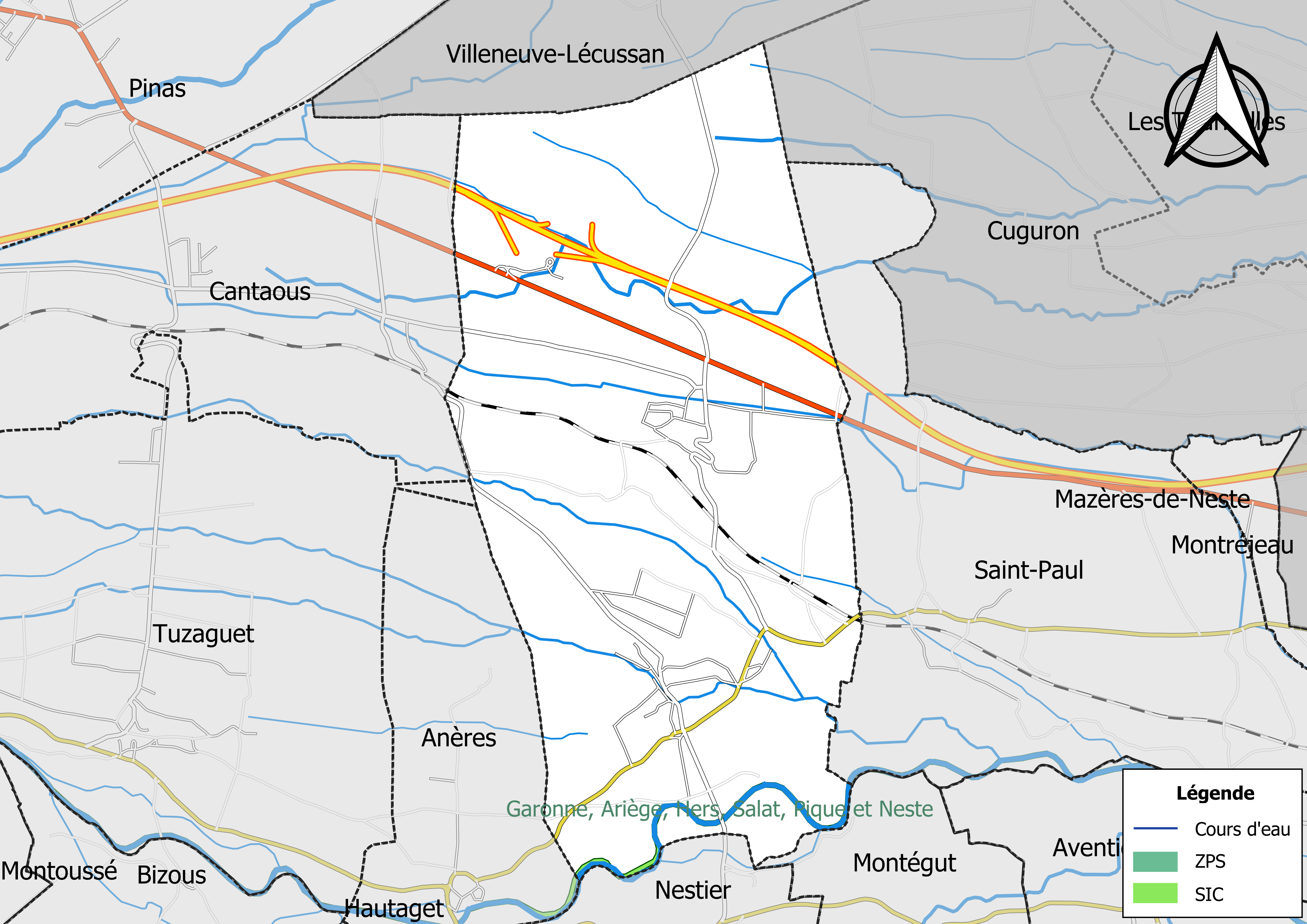
Site Natura 2000 sur le territoire communal.

Le réseau Natura 2000 est un réseau écologique européen de sites naturels d'intérêt écologique élaboré à partir des directives habitats et oiseaux, constitué de zones spéciales de conservation (ZSC) et de zones de protection spéciale (ZPS).
Un site Natura 2000 a été défini sur la commune au titre de la directive habitats : « garonne, Ariège, Hers, Salat, Pique et Neste », d'une superficie de 9 581 ha, un réseau hydrographique pour les poissons migrateurs (zones de frayères actives et potentielles importantes pour le Saumon en particulier qui fait l'objet d'alevinages réguliers et dont des adultes atteignent déjà Foix sur l'Ariège.

#### Zones naturelles d'intérêt écologique, faunistique et floristique
L’inventaire des zones naturelles d'intérêt écologique, faunistique et floristique (ZNIEFF) a pour objectif de réaliser une couverture des zones les plus intéressantes sur le plan écologique, essentiellement dans la perspective d’améliorer la connaissance du patrimoine naturel national et de fournir aux différents décideurs un outil d’aide à la prise en compte de l’environnement dans l’aménagement du territoire.
Deux ZNIEFF de type 1 sont recensées sur la commune :
la « Neste moyenne et aval » (283 ha), couvrant 25 communes dont une dans la Haute-Garonne et 24 dans les Hautes-Pyrénées et 
les « tourbières, boisements riverains et bocage humide du Lavet » (873 ha), couvrant 9 communes dont six dans la Haute-Garonne et trois dans les Hautes-Pyrénées
et deux ZNIEFF de type 2, : 
- l'« Amont des bassins de la Louge, de la Save, du Lavet et de la Noue et landes orientales du Lannemezan » (5 833 ha), couvrant 18 communes dont 14 dans la Haute-Garonne et quatre dans les Hautes-Pyrénées[18] ;
- les « Garonne amont, Pique et Neste » (1 788 ha), couvrant 112 communes dont 42 dans la Haute-Garonne et 70 dans les Hautes-Pyrénées[19].

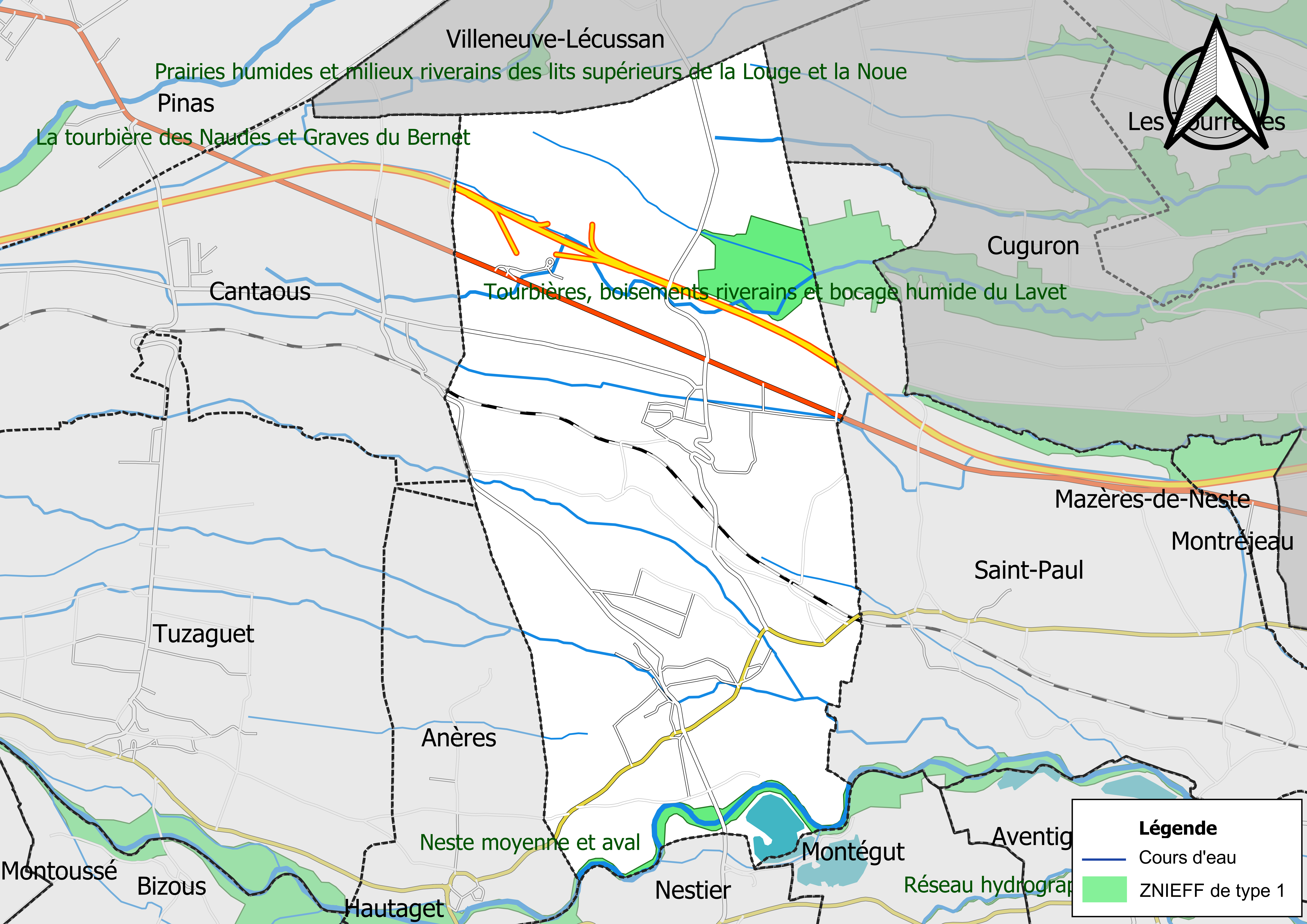
Carte des ZNIEFF de type 1 sur la commune.
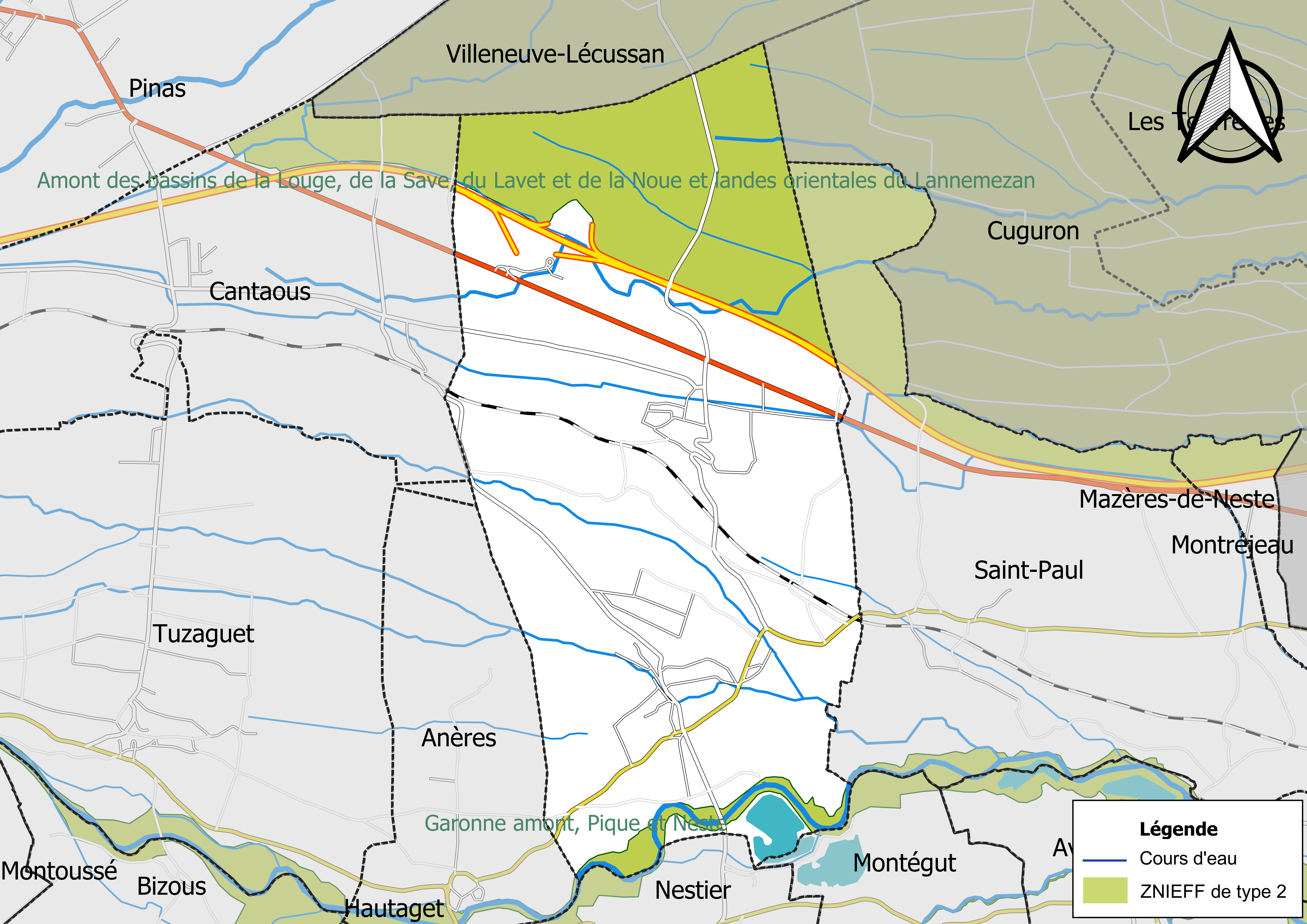
Carte des ZNIEFF de type 2 sur la commune.

## Urbanisme

### Typologie
Au 1er janvier 2024, Saint-Laurent-de-Neste est catégorisée commune rurale à habitat dispersé, selon la nouvelle grille communale de densité à sept niveaux définie par l'Insee en 2022.
Elle est située hors unité urbaine. Par ailleurs la commune fait partie de l'aire d'attraction de Lannemezan, dont elle est une commune de la couronne,. Cette aire, qui regroupe 65 communes, est catégorisée dans les aires de moins de 50 000 habitants,.

### Occupation des sols
L'occupation des sols de la commune, telle qu'elle ressort de la base de données européenne d’occupation biophysique des sols Corine Land Cover (CLC), est marquée par l'importance des territoires agricoles (69,1 % en 2018), en diminution par rapport à 1990 (71,2 %). La répartition détaillée en 2018 est la suivante : 
zones agricoles hétérogènes (57 %), forêts (20,4 %), prairies (9,6 %), zones urbanisées (9,3 %), terres arables (2,5 %), eaux continentales (1,1 %).
L'IGN met par ailleurs à disposition un outil en ligne permettant de comparer l’évolution dans le temps de l’occupation des sols de la commune (ou de territoires à des échelles différentes). Plusieurs époques sont accessibles sous forme de cartes ou photos aériennes : la carte de Cassini (XVIIIe siècle), la carte d'état-major (1820-1866) et la période actuelle (1950 à aujourd'hui).

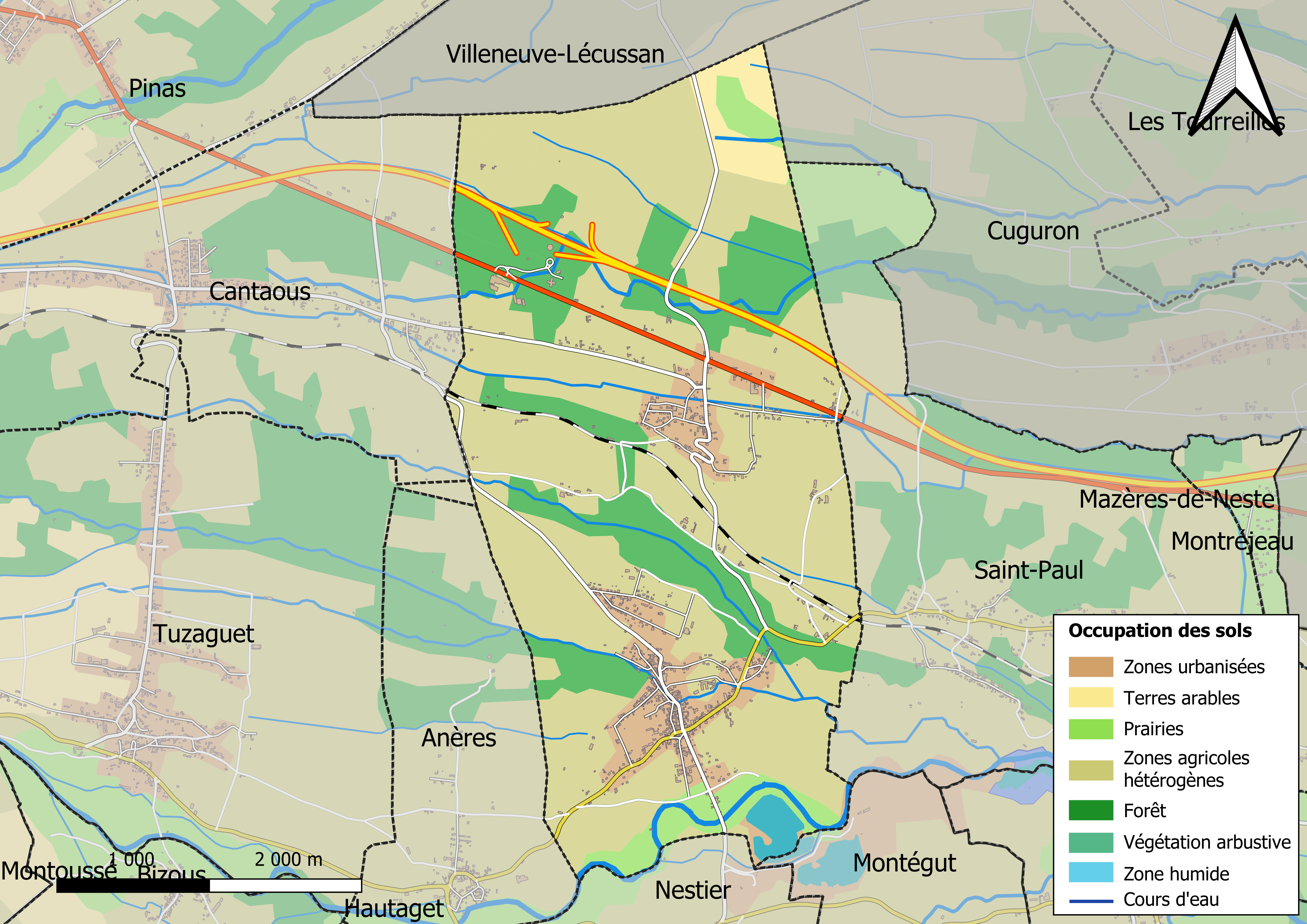
Carte des infrastructures et de l'occupation des sols en 2018 (CLC) de la commune.
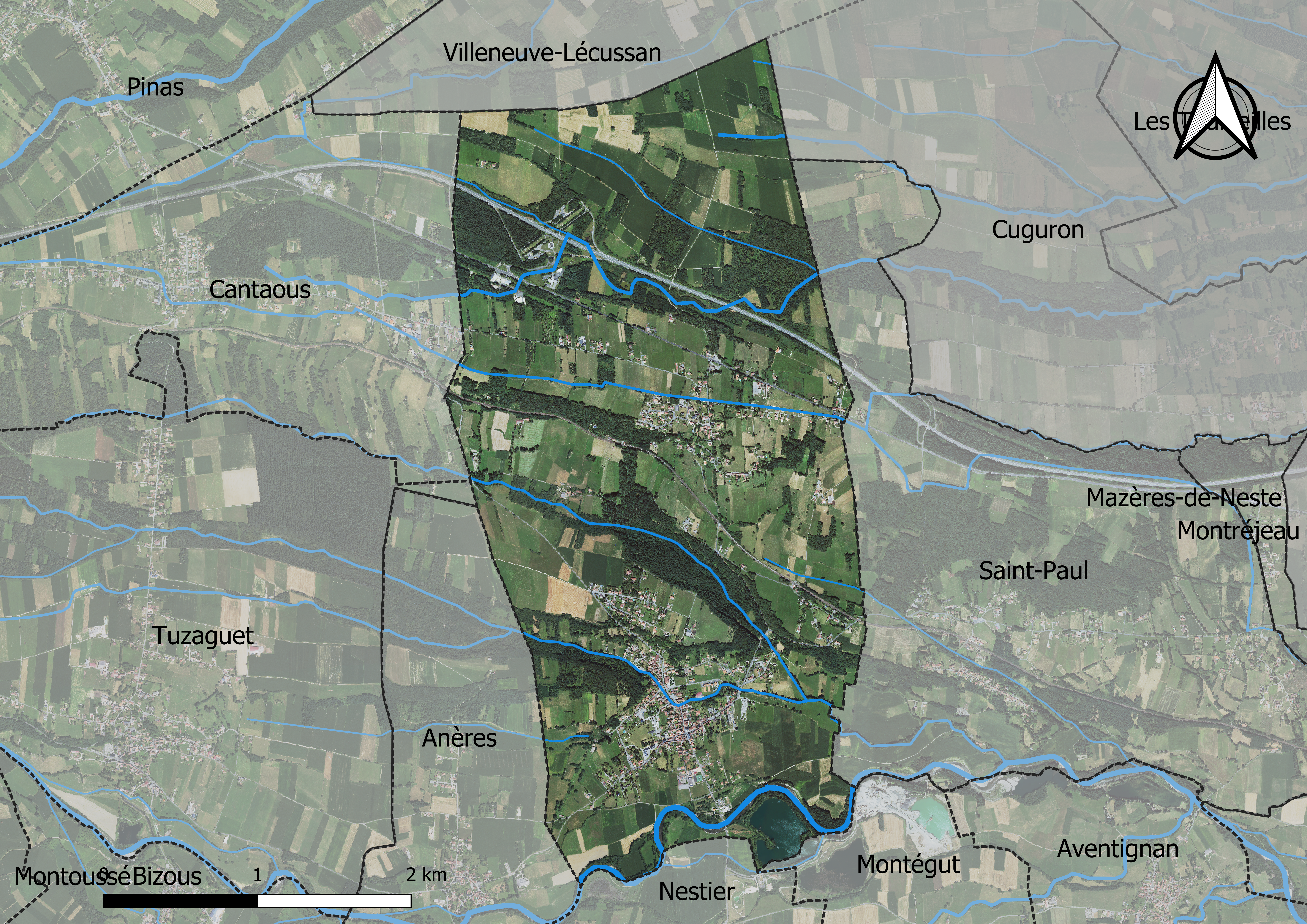
Carte orthophotogrammétrique de la commune.

### Logement
En 2012, le nombre total de logements dans la commune est de 529.
Parmi ces logements, 75,9 % sont des résidences principales, 12,5 % des résidences secondaires et 11,7 % des logements vacants.

### Voies de communication et transports

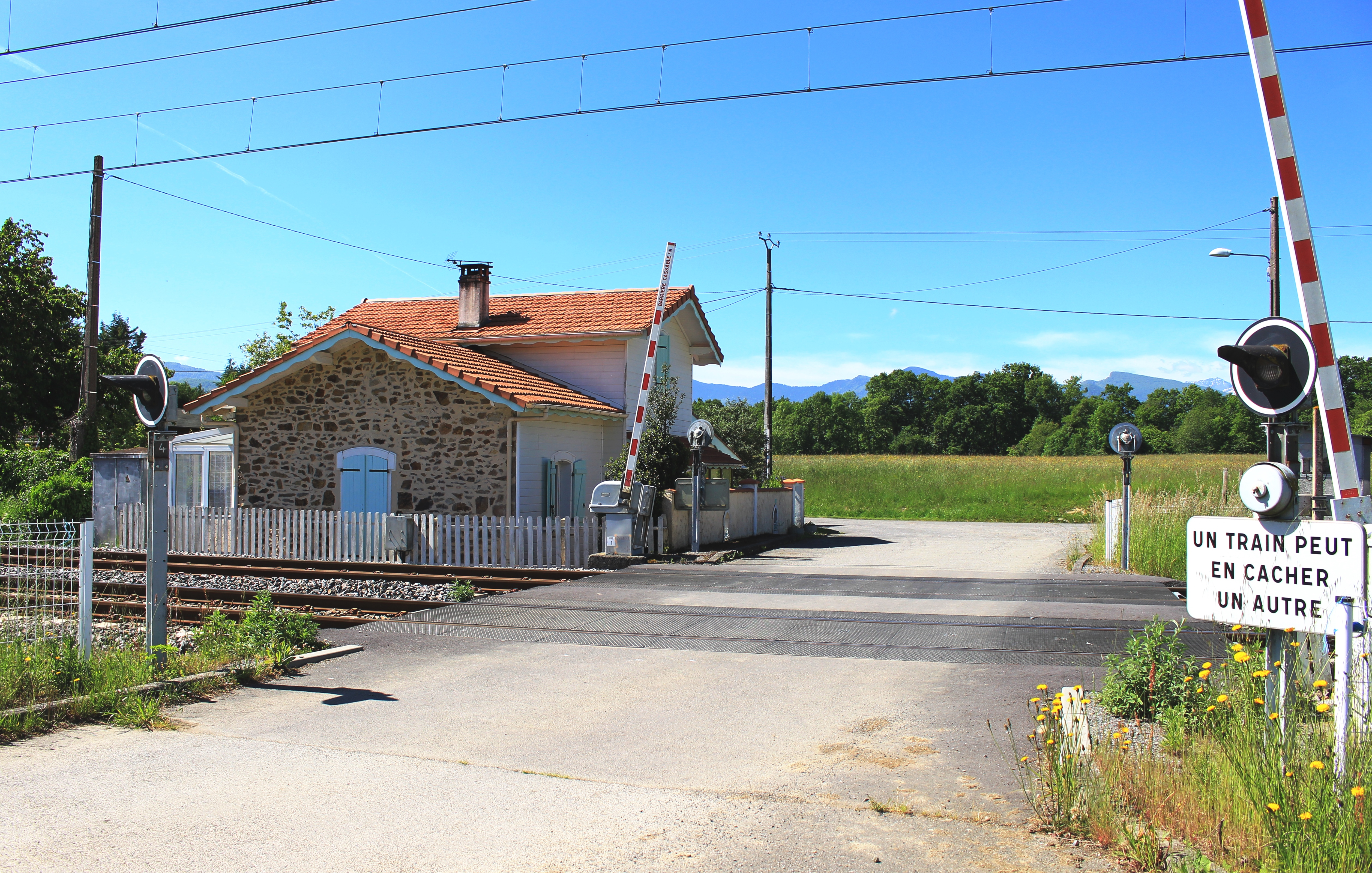
Passage à niveau de la ligne de Toulouse à Bayonne.

Cette commune est desservie par les routes départementales D 817 et D 938 et la ligne Toulouse - Bayonne et D 305 et est traversée par l'autoroute A64.

### Risques majeurs
Le territoire de la commune de Saint-Laurent-de-Neste est vulnérable à différents aléas naturels : météorologiques (tempête, orage, neige, grand froid, canicule ou sécheresse), inondations, feux de forêts, mouvements de terrains et séisme (sismicité modérée). Il est également exposé à deux risques technologiques, le transport de matières dangereuses et la rupture d'un barrage. Un site publié par le BRGM permet d'évaluer simplement et rapidement les risques d'un bien localisé soit par son adresse soit par le numéro de sa parcelle.

#### Risques naturels
Certaines parties du territoire communal sont susceptibles d’être affectées par le risque d’inondation par débordement de cours d'eau, notamment le Neste, le Lavet et le ruisseau du Lavet de Derrière. La cartographie des zones inondables en ex-Midi-Pyrénées réalisée dans le cadre du XIe Contrat de plan État-région, visant à informer les citoyens et les décideurs sur le risque d’inondation, est accessible sur le site de la DREAL Occitanie. La commune a été reconnue en état de catastrophe naturelle au titre des dommages causés par les inondations et coulées de boue survenues en 1982, 1999, 2009, 2010, 2013 et 2018,.
Saint-Laurent-de-Neste est exposée au risque de feu de forêt. Un plan départemental de protection des forêts contre les incendies a été approuvé par arrêté préfectoral le 21 avril 2020 pour la période 2020-2029. Le précédent couvrait la période 2007-2017. L’emploi du feu est régi par deux types de réglementations. D’abord le code forestier et l’arrêté préfectoral du 27 octobre 2014, qui réglementent l’emploi du feu à moins de 200 m des espaces naturels combustibles sur l’ensemble du département. Ensuite celle établie dans le cadre de la lutte contre la pollution de l’air, qui interdit le brûlage des déchets verts des particuliers. L’écobuage est quant à lui réglementé dans le cadre de commissions locales d’écobuage (CLE)

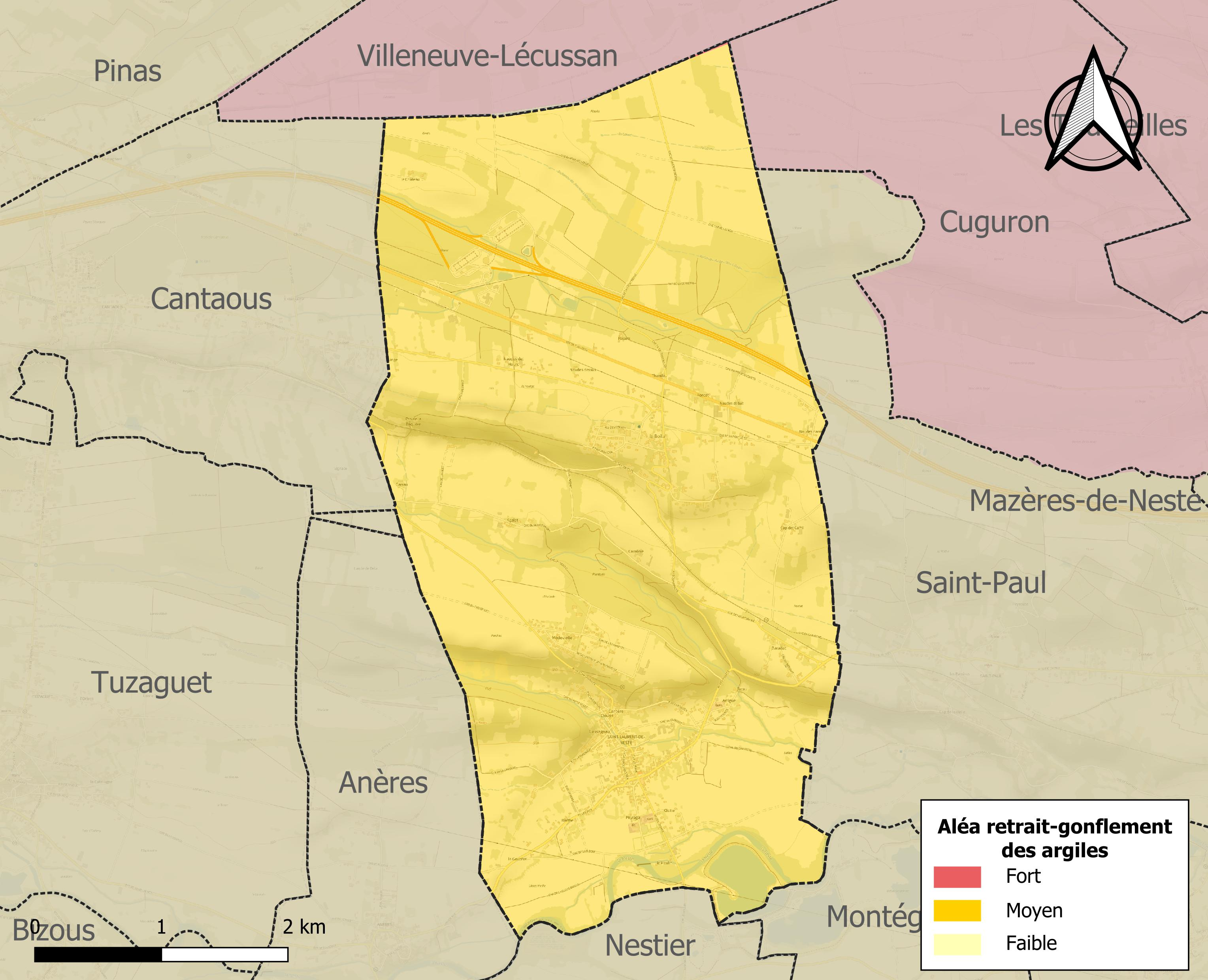
Carte des zones d'aléa retrait-gonflement des sols argileux de Saint-Laurent-de-Neste.

Les mouvements de terrains susceptibles de se produire sur la commune sont des tassements différentiels.
Le retrait-gonflement des sols argileux est susceptible d'engendrer des dommages importants aux bâtiments en cas d’alternance de périodes de sécheresse et de pluie. La totalité de la commune est en aléa moyen ou fort (44,5 % au niveau départemental et 48,5 % au niveau national). Sur les 499 bâtiments dénombrés sur la commune en 2019, 499 sont en aléa moyen ou fort, soit 100 %, à comparer aux 75 % au niveau départemental et 54 % au niveau national. Une cartographie de l'exposition du territoire national au retrait gonflement des sols argileux est disponible sur le site du BRGM,.
Par ailleurs, afin de mieux appréhender le risque d’affaissement de terrain, l'inventaire national des cavités souterraines permet de localiser celles situées sur la commune.
Concernant les mouvements de terrains, la commune a été reconnue en état de catastrophe naturelle au titre des dommages causés par des mouvements de terrain en 1999 et 2013.

#### Risques technologiques
Le risque de transport de matières dangereuses sur la commune est lié à sa traversée par une route à fort trafic, une ligne de chemin de fer et une canalisation de transport d'hydrocarbures. Un accident se produisant sur de telles infrastructures est susceptible d’avoir des effets graves sur les biens, les personnes ou l'environnement, selon la nature du matériau transporté. Des dispositions d’urbanisme peuvent être préconisées en conséquence.
La commune est en outre située en aval d'un barrage de classe A. À ce titre elle est susceptible d’être touchée par l’onde de submersion consécutive à la rupture de cet ouvrage.

## Toponymie

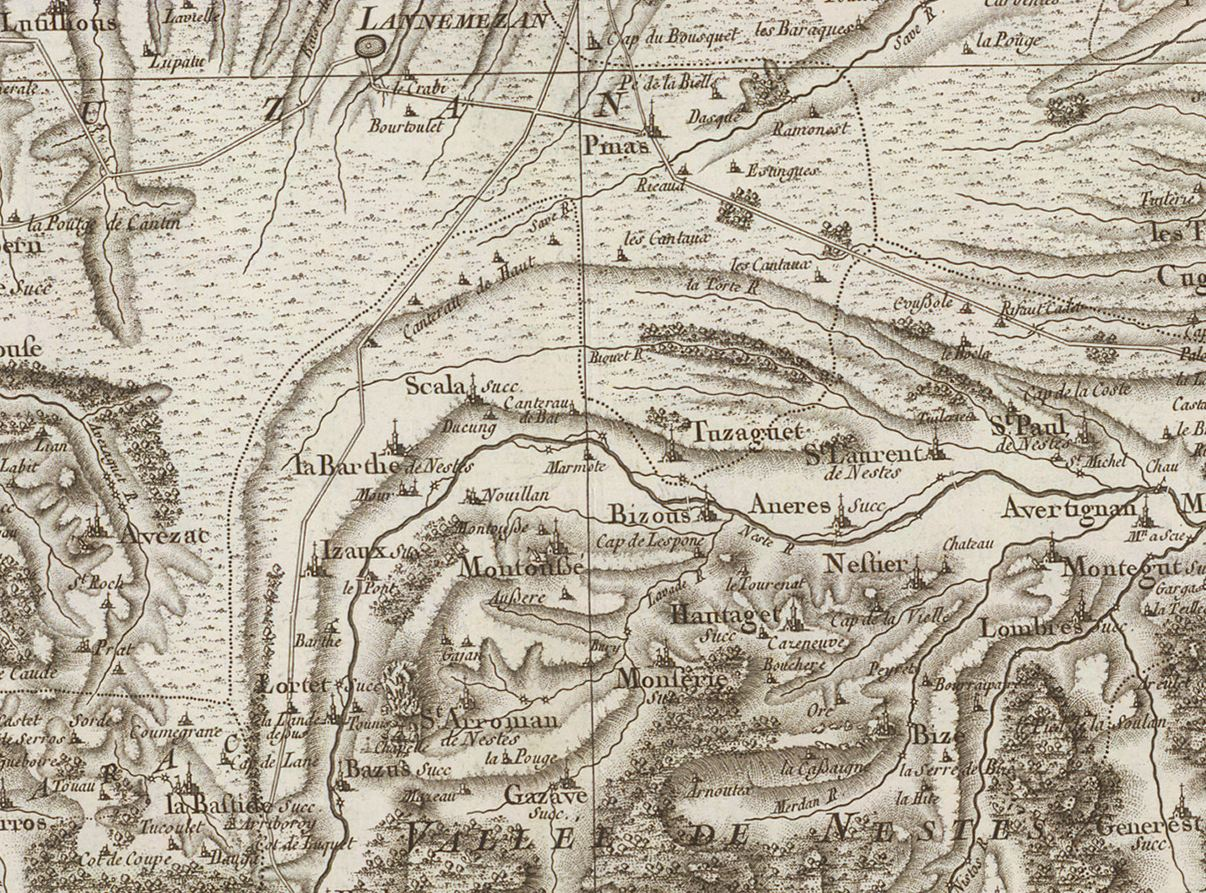
Extrait de la carte de Cassini (entre 1756 et 1789) situant Saint-Laurent-de-Neste à l'est de Lannemezan.

On trouvera les principales informations dans le Dictionnaire toponymique des communes des Hautes-Pyrénées de Michel Grosclaude et Jean-François Le Nail qui rapporte les dénominations historiques du village :
Dénominations historiques :
- de Sancto Laurencio, latin (1281, actes Bonnefont ; 1387, pouillé du Comminges) ;
- Saint-Laurens de Nestes (1737-1789, registres paroissiaux) ;
- Saint Laurent de Nestés (1767, Larcher, cartulaire Comminges) ;
- St Laurent de Nestés, fin XVIIIe siècle, carte de Cassini ;
- prend en 1962 le nom de Saint-Laurent-de-Neste.

Étymologie : du gascon Sent (= saint) et Laurenç (= Laurent).
Nom occitan : Sent Laurenç de Nestés.

## Histoire

### Révolution française et Empire
Le village est fondé au XIXe siècle par Napoléon Ier. À l'époque, sa mairie est réputée être la plus belle du canton.

### Cadastre napoléonien de Saint-Laurent-de-Neste
Le plan cadastral napoléonien de Saint-Laurent-de-Neste est consultable sur le site des archives départementales des Hautes-Pyrénées.

### Liste des maires

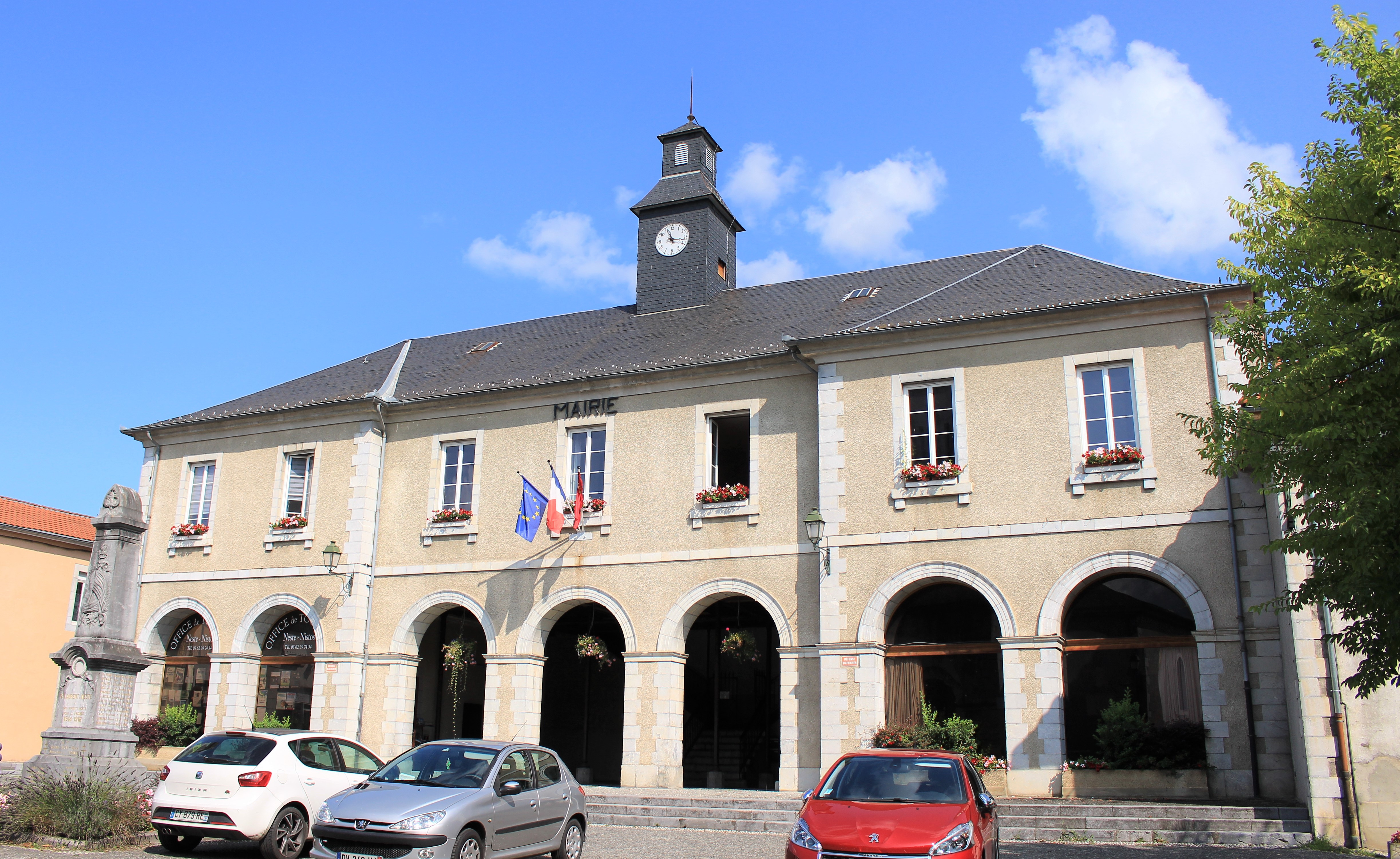
La mairie en 2021.

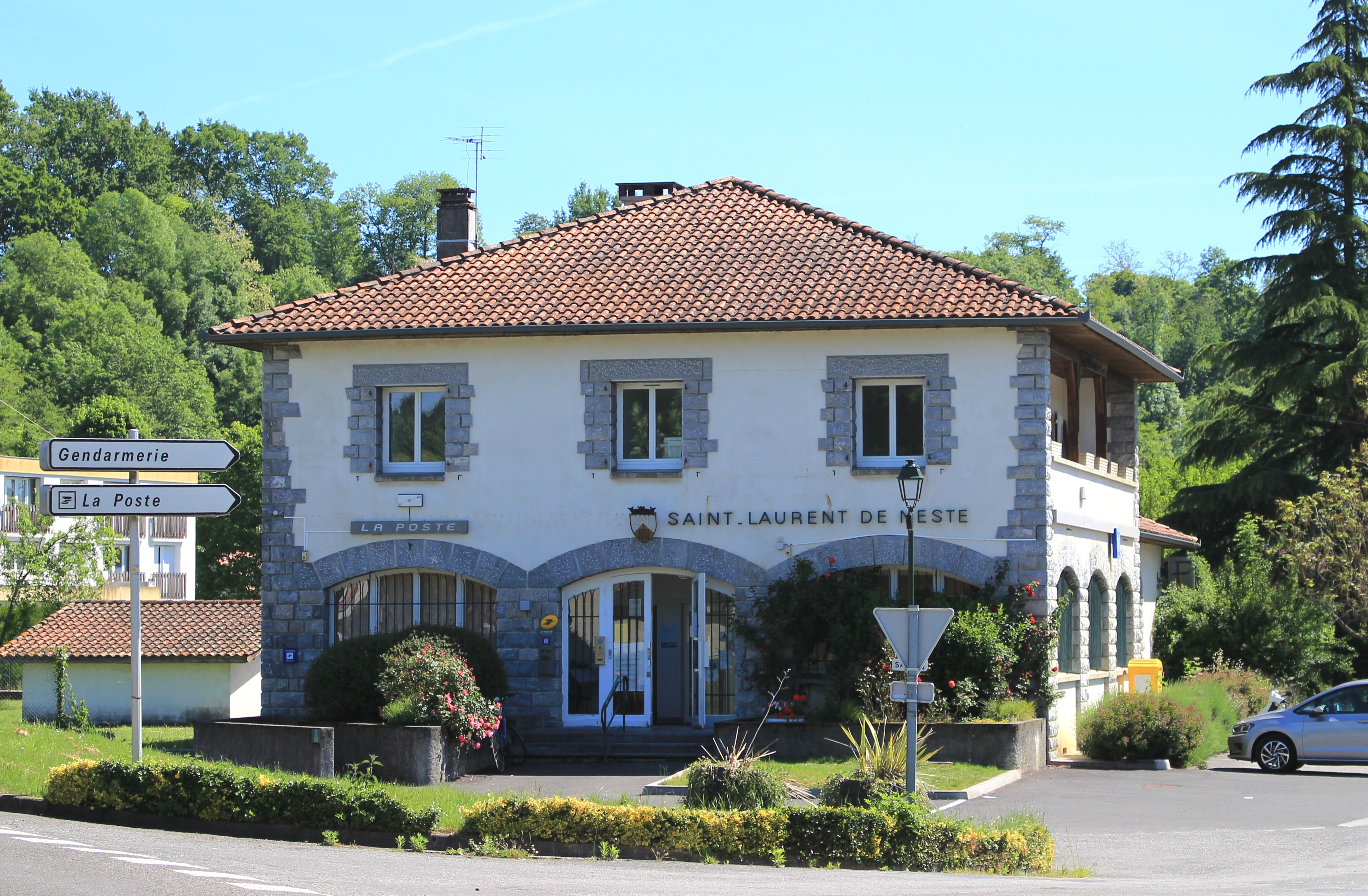
La Poste en 2021.

## Politique et administration

### Rattachements administratifs et électoraux

#### Historique administratif
Sénéchaussée de Toulouse, élection de Comminges, baronnie de Labarthe, canton de Nestier (1790), Saint-Laurent (1870).Prend en 1962 le nom de Saint-Laurent-de-Neste.

#### Intercommunalité
Saint-laurent-de-Neste appartient à la communauté de communes Neste Barousse créée en janvier 2017 et qui réunit 43 communes.

### Services publics
La commune de Saint-Laurent-de-Neste dispose d'une agence postale.

## Population et société

### Démographie

#### Évolution démographique

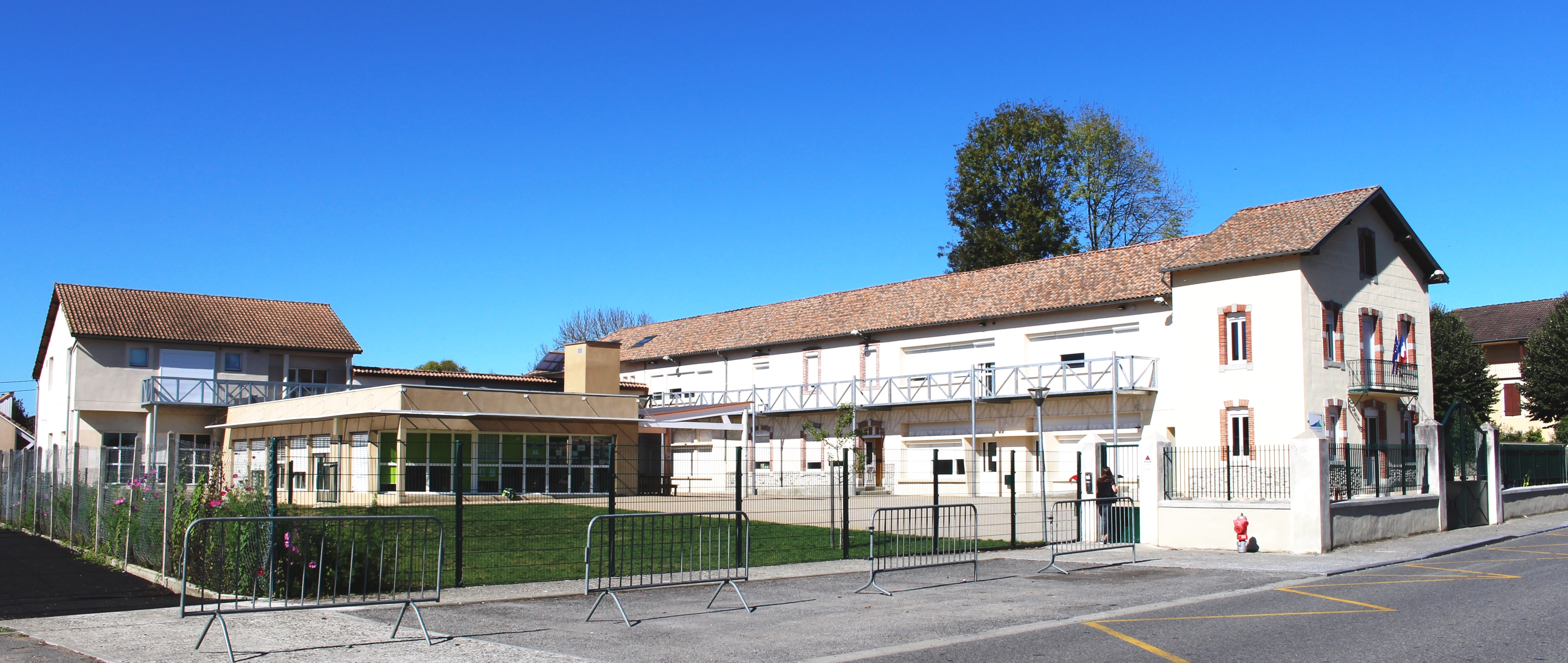
Le collège en 2017.

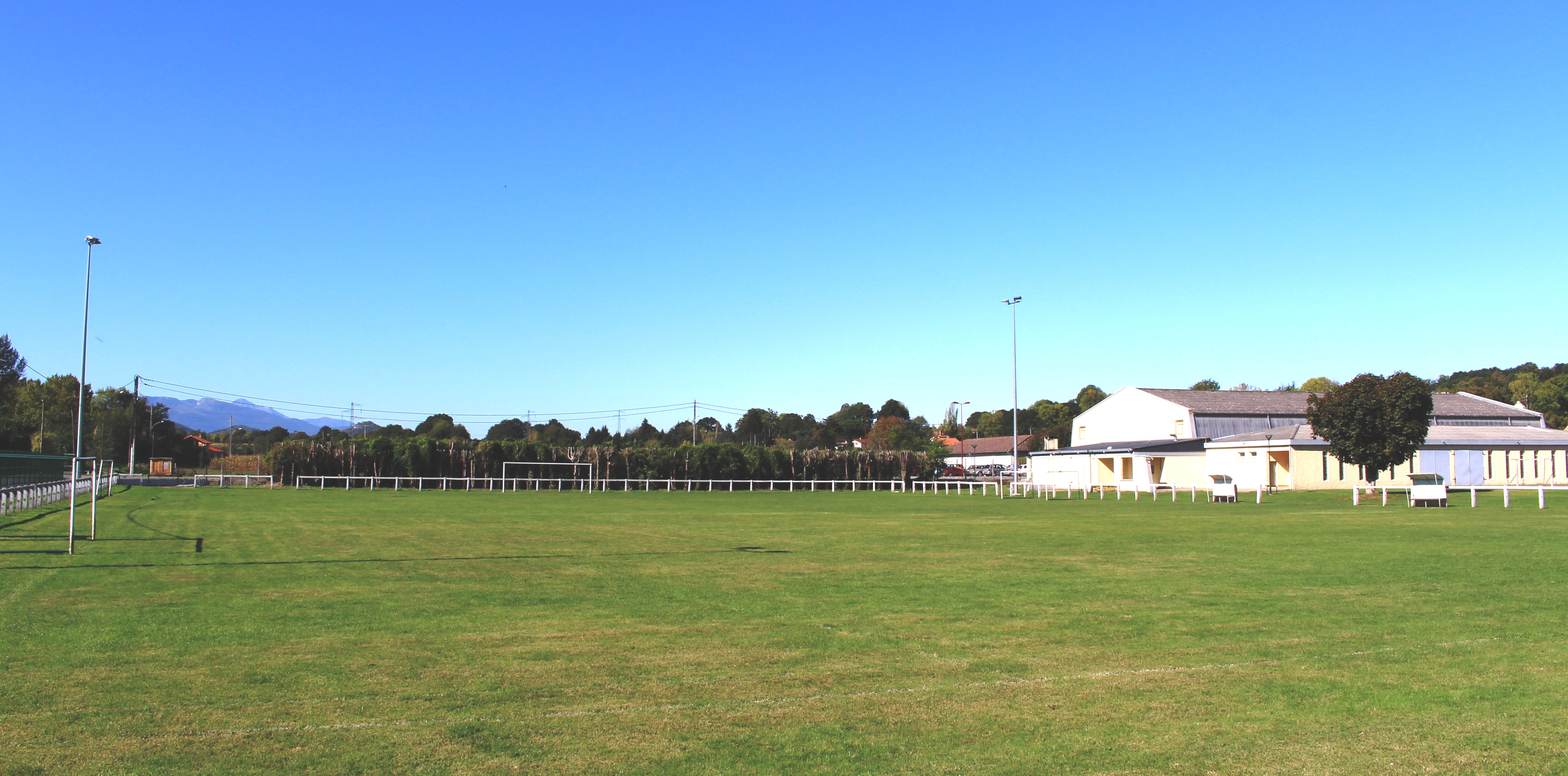
Le stade de football en 2017.

L'évolution du nombre d'habitants est connue à travers les recensements de la population effectués dans la commune depuis 1793. Pour les communes de moins de 10 000 habitants, une enquête de recensement portant sur toute la population est réalisée tous les cinq ans, les populations de référence des années intermédiaires étant quant à elles estimées par interpolation ou extrapolation. Pour la commune, le premier recensement exhaustif entrant dans le cadre du nouveau dispositif a été réalisé en 2005.

En 2022, la commune comptait 960 habitants, en évolution de +3,9 % par rapport à 2016 (Hautes-Pyrénées : +1,59 %, France hors Mayotte : +2,11 %).
| 1793  | 1800  | 1806  | 1821  | 1831  | 1836  | 1841  | 1846  | 1851  |
| ----- | ----- | ----- | ----- | ----- | ----- | ----- | ----- | ----- |
| 1 025 | 1 066 | 1 090 | 1 213 | 1 409 | 1 372 | 1 553 | 1 544 | 1 623 |

| 1856  | 1861  | 1866  | 1872  | 1876  | 1881  | 1886  | 1891  | 1896  |
| ----- | ----- | ----- | ----- | ----- | ----- | ----- | ----- | ----- |
| 1 506 | 1 534 | 1 573 | 1 526 | 1 545 | 1 546 | 1 474 | 1 556 | 1 327 |

| 1901  | 1906  | 1911  | 1921 | 1926 | 1931 | 1936 | 1946 | 1954 |
| ----- | ----- | ----- | ---- | ---- | ---- | ---- | ---- | ---- |
| 1 242 | 1 220 | 1 133 | 925  | 793  | 767  | 799  | 804  | 764  |

| 1962 | 1968 | 1975 | 1982 | 1990 | 1999 | 2005 | 2006 | 2010 |
| ---- | ---- | ---- | ---- | ---- | ---- | ---- | ---- | ---- |
| 806  | 813  | 930  | 954  | 912  | 839  | 886  | 880  | 941  |

| 2015 | 2020 | 2022 | - | - | - | - | - | - |
| ---- | ---- | ---- | - | - | - | - | - | - |
| 921  | 955  | 960  | - | - | - | - | - | - |

### Enseignement
La commune dépend de l'académie de Toulouse. Elle dispose d’une école en 2016.
- École élémentaire
- Collège : Beaulieu

## Économie

### Revenus
En 2018, la commune compte 399 ménages fiscaux, regroupant 869 personnes. La médiane du revenu disponible par unité de consommation est de 21 770 € (20 420 € dans le département).

### Emploi
|                | 2008  | 2013  | 2018  |
| -------------- | ----- | ----- | ----- |
| Commune        | 5,1 % | 8,3 % | 7 %   |
| Département    | 7,7 % | 9,4 % | 9,8 % |
| France entière | 8,3 % | 10 %  | 10 %  |

En 2018, la population âgée de 15 à 64 ans s'élève à 499 personnes, parmi lesquelles on compte 73,2 % d'actifs (66,2 % ayant un emploi et 7 % de chômeurs) et 26,8 % d'inactifs,. Depuis 2008, le taux de chômage communal (au sens du recensement) des 15-64 ans est inférieur à celui de la France et du département.
La commune fait partie de la couronne de l'aire d'attraction de Lannemezan, du fait qu'au moins 15 % des actifs travaillent dans le pôle,. Elle compte 343 emplois en 2018, contre 538 en 2013 et 348 en 2008. Le nombre d'actifs ayant un emploi résidant dans la commune est de 341, soit un indicateur de concentration d'emploi de 100,5 % et un taux d'activité parmi les 15 ans ou plus de 48 %.
Sur ces 341 actifs de 15 ans ou plus ayant un emploi, 79 travaillent dans la commune, soit 23 % des habitants. Pour se rendre au travail, 87,7 % des habitants utilisent un véhicule personnel ou de fonction à quatre roues, 1,7 % les transports en commun, 4,3 % s'y rendent en deux-roues, à vélo ou à pied et 6,3 % n'ont pas besoin de transport (travail au domicile).

## Culture locale et patrimoine

### Galerie de photos

Sélection de vues diverses
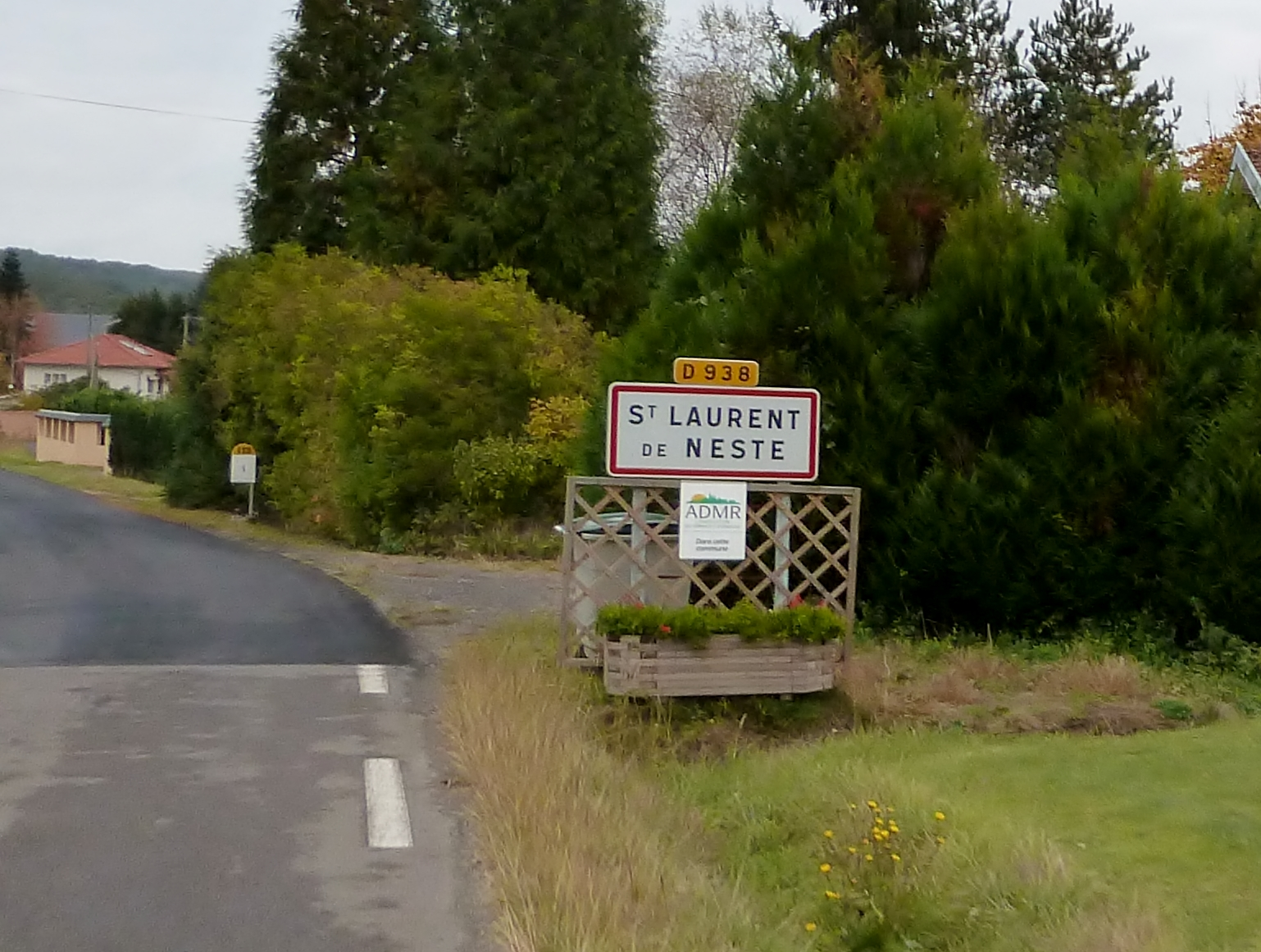
Entrée dans Saint-Laurent-de-Neste.
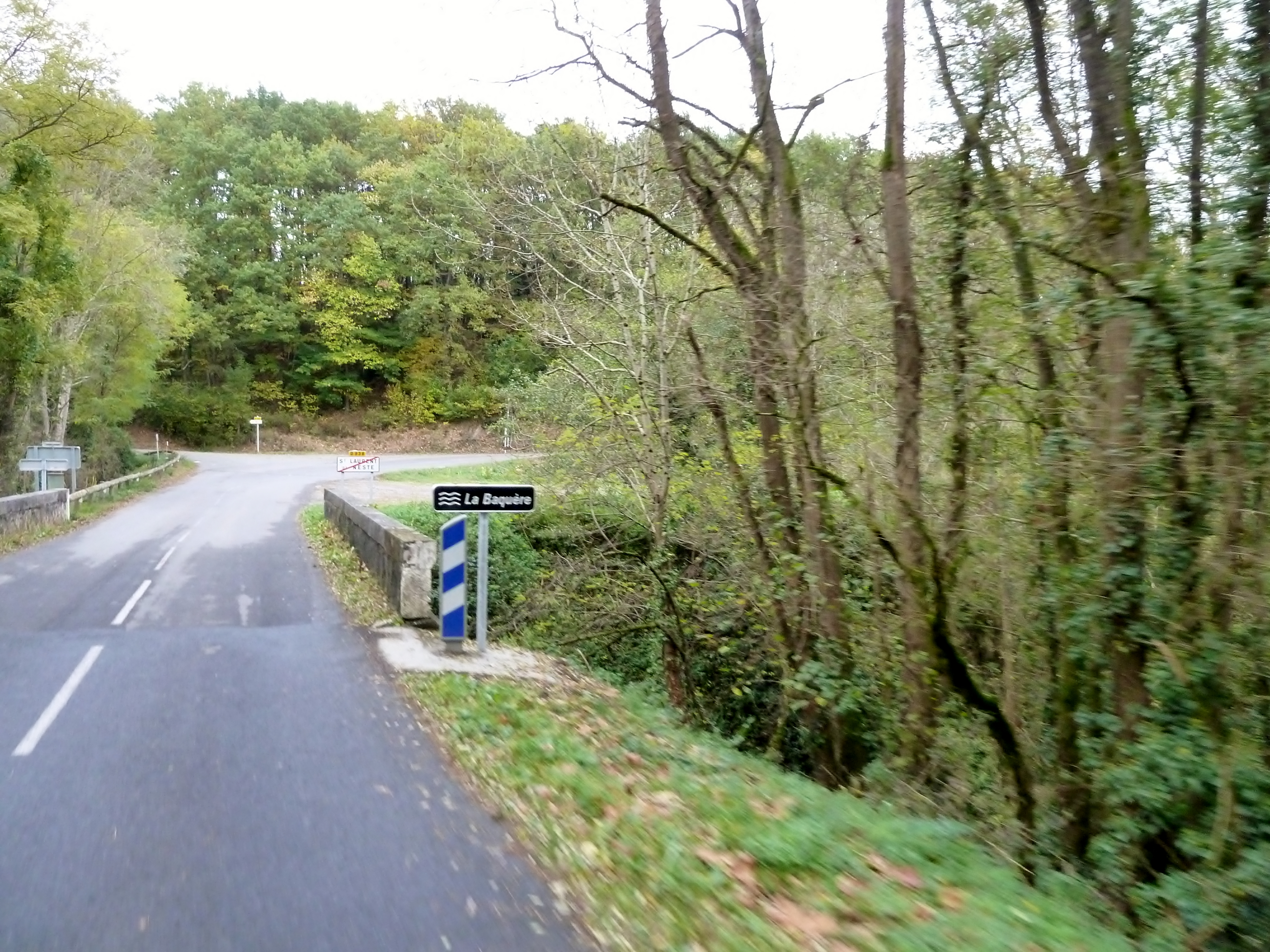
La Baquère passant à Saint-Laurent-de-Neste.
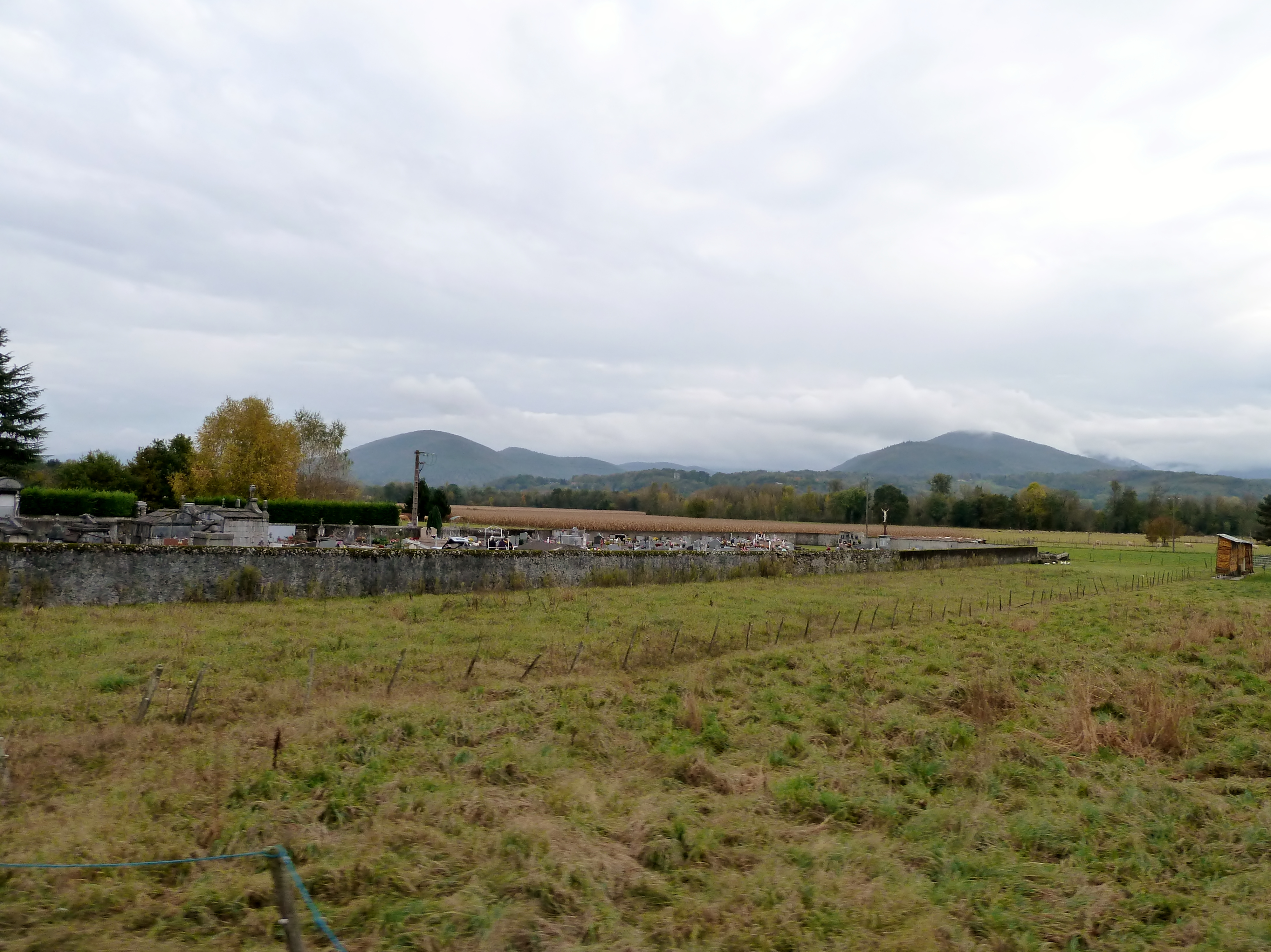
Paysage depuis Saint-Laurent-de-Neste.
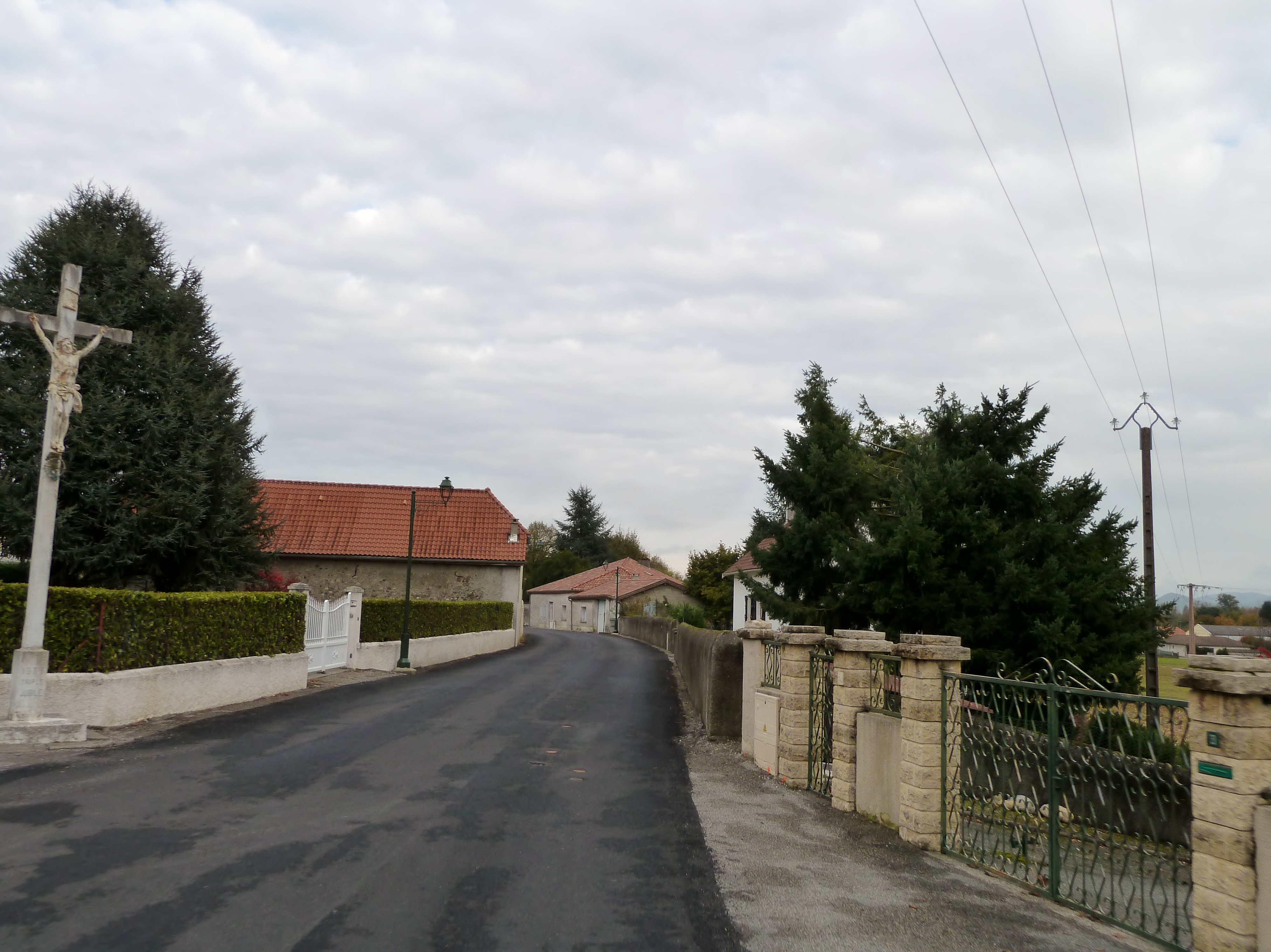
Saint-Laurent-de-Neste.
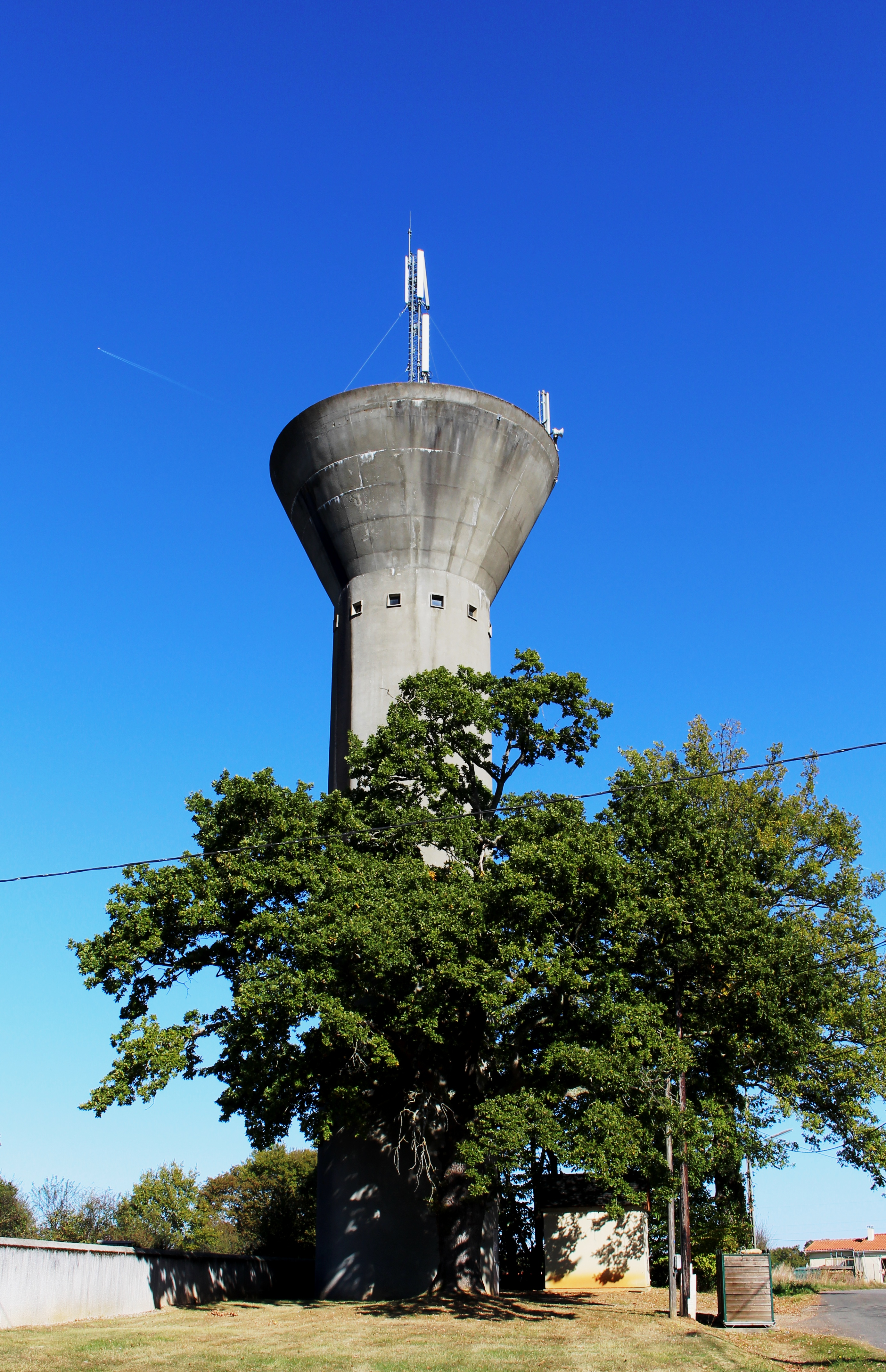
Le château d'eau du Boila.
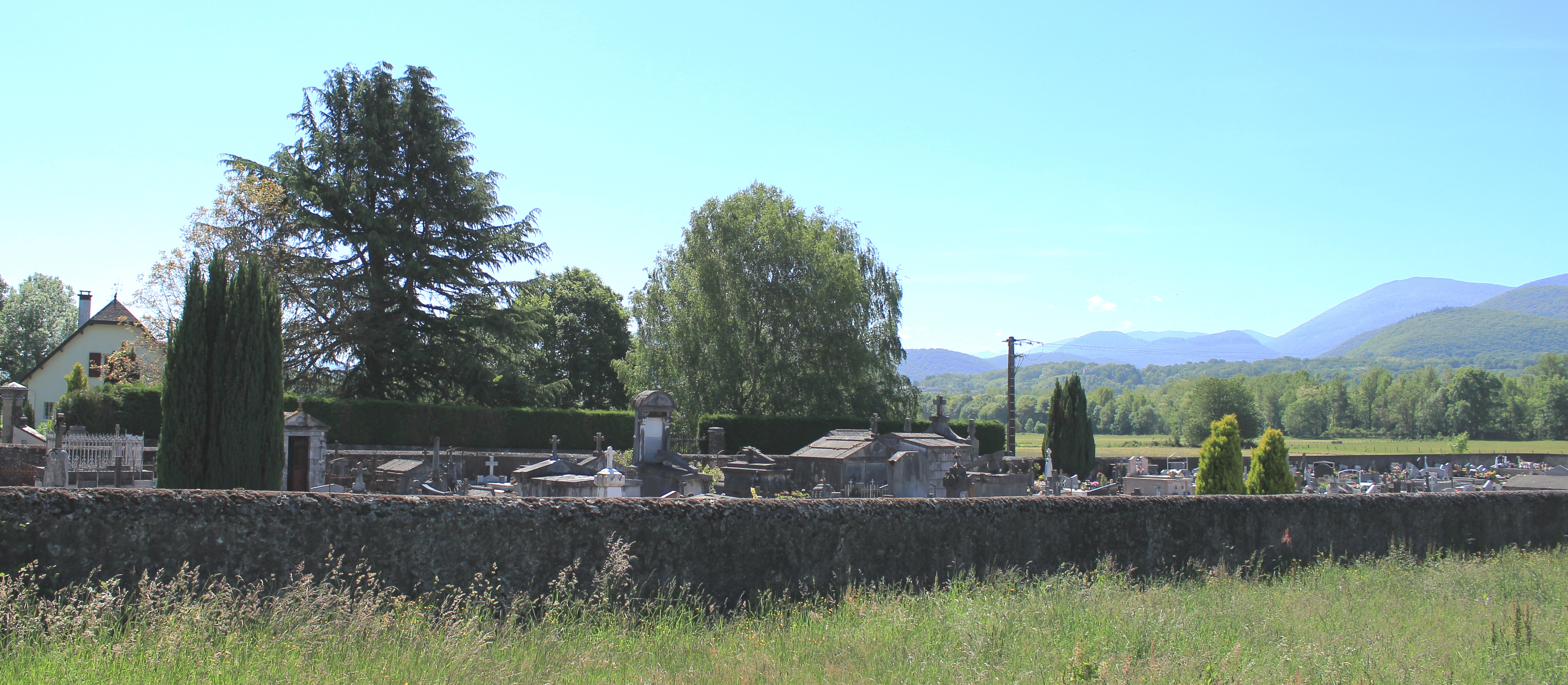
Le cimetière.

### Lieux et monuments
- Église Saint-Laurent de Saint-Laurent-de-Neste.
- Monument souvenir aux victimes de l'accident du 25 mars 1958 (par la paroisse de Mazères sur l'Hers) avec les statues de Notre-Dame de Lourdes et de sainte Bernadette (sur la route Tarbes-Toulouse, à proximité de la zone artisanale Pic Pyrénées Innovation).

Sélection de vues des monuments
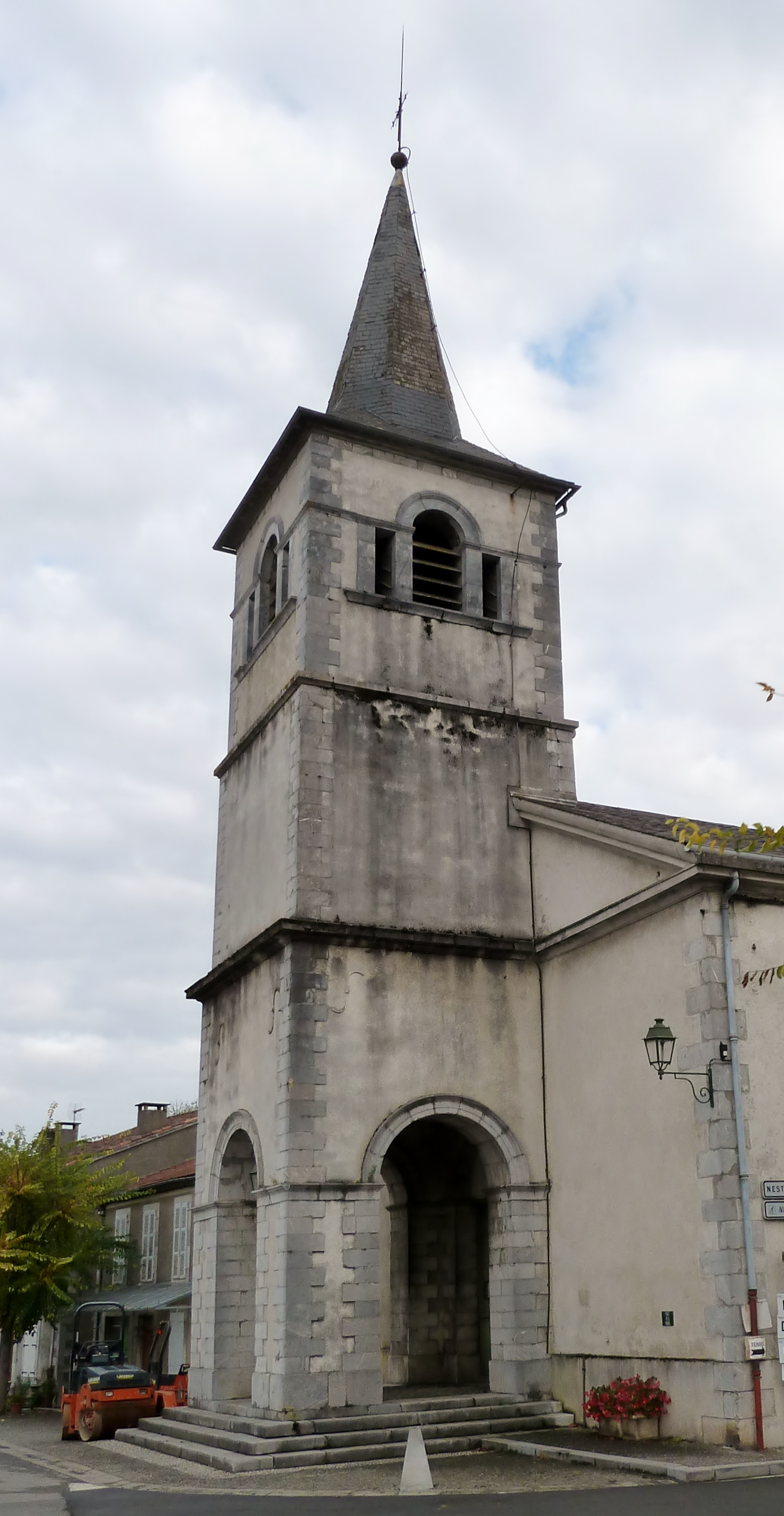
Église Saint-Laurent.
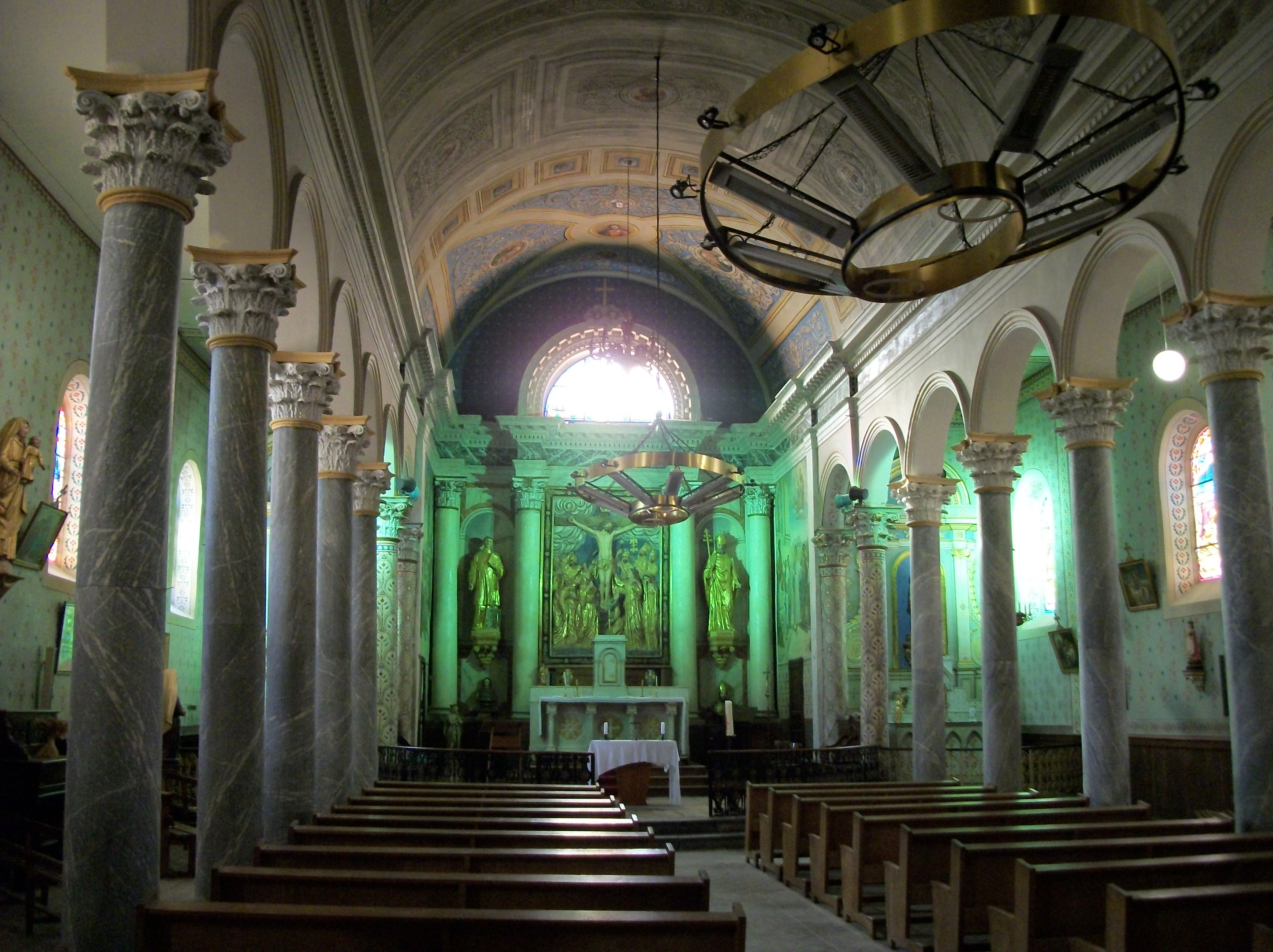
L'intérieur de l'église (la nef)
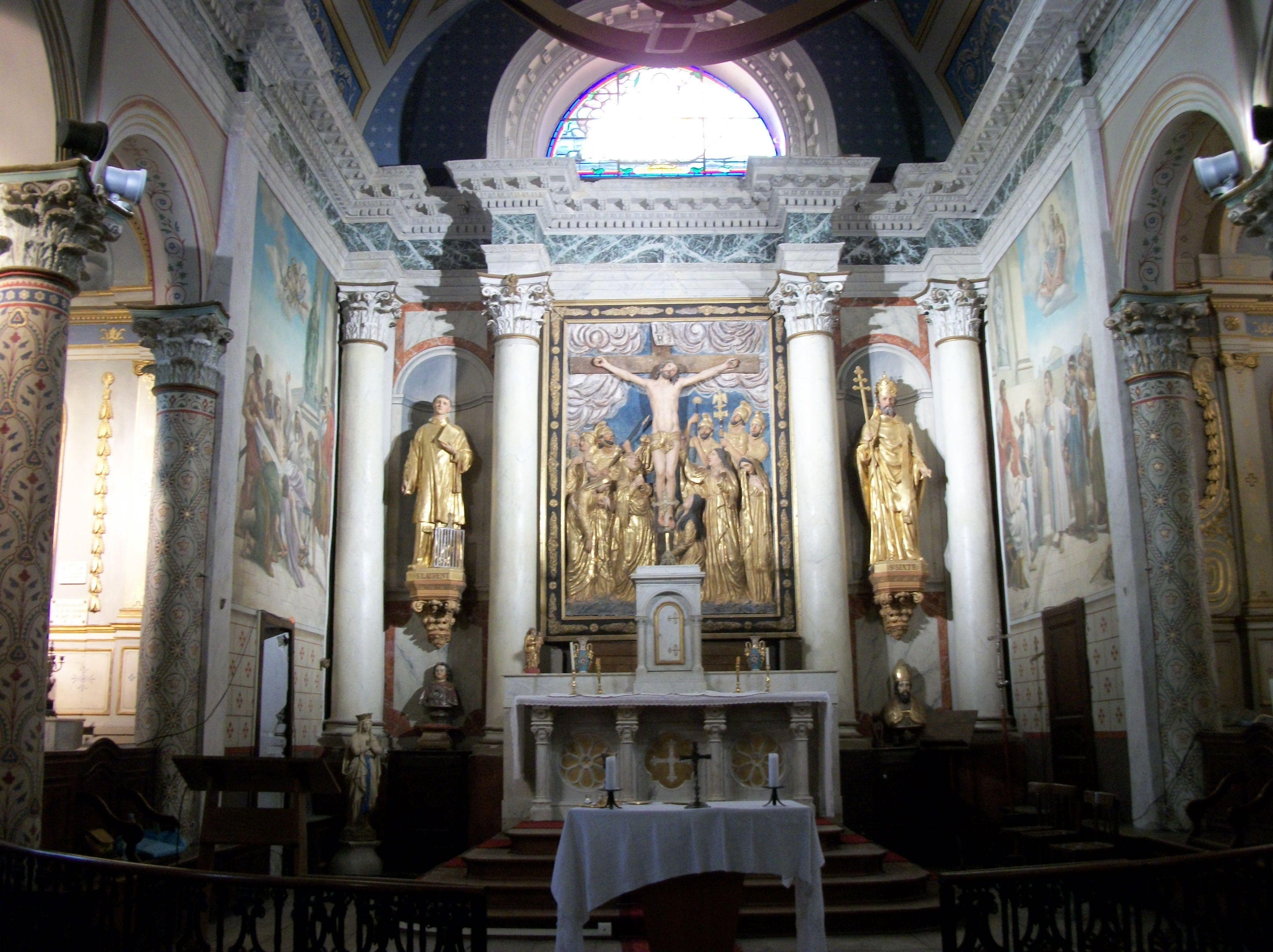
Le Chœur avec un retable en semi-relief représentant la crucifixion de Jésus. De chaque côté, une statue, à gauche, saint Laurent de Rome, à droite, saint Sixte II (le 24e pape de 257 à 258)
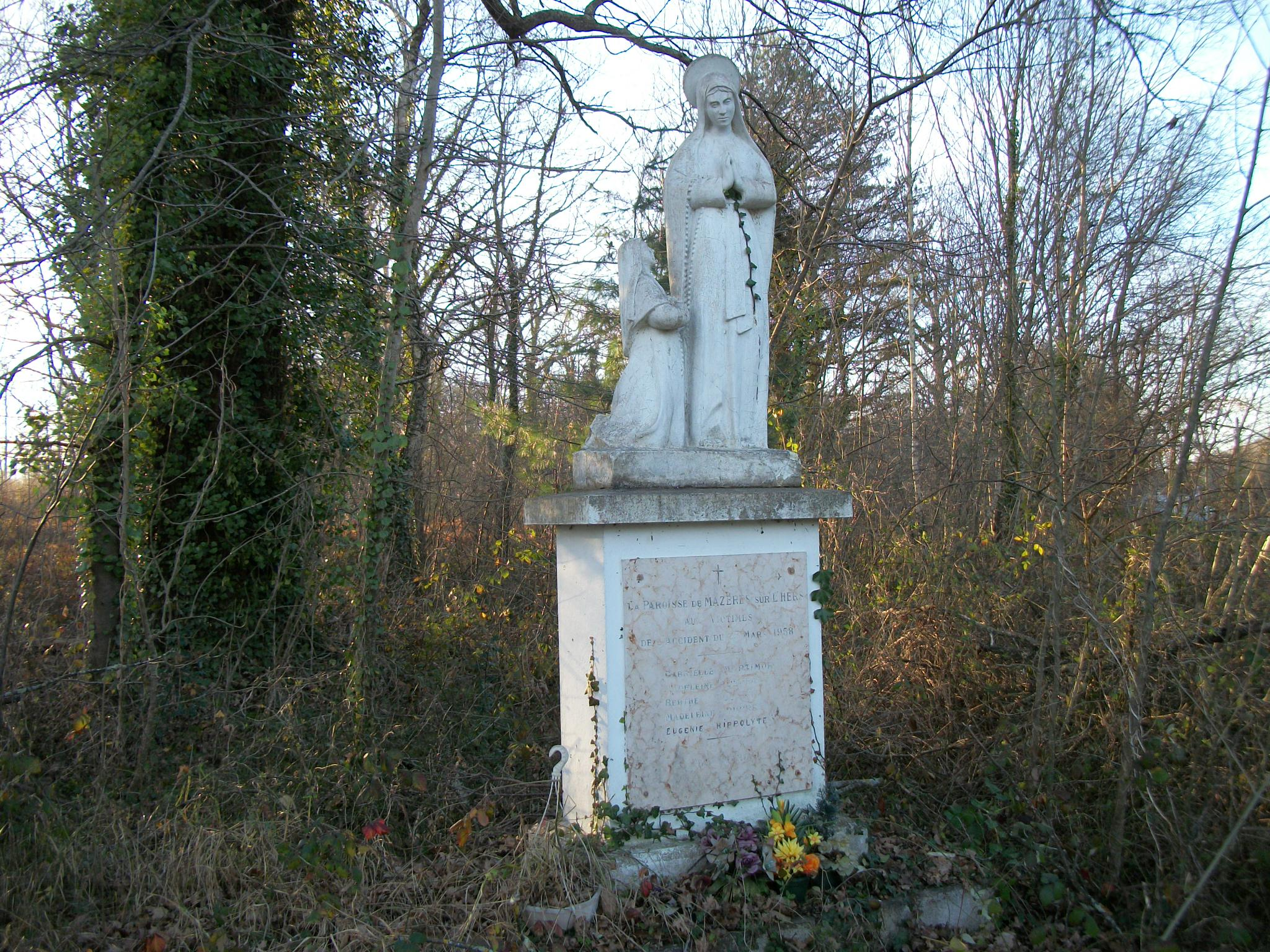
Monument souvenir aux victimes de l'accident du 25 mars 1958.
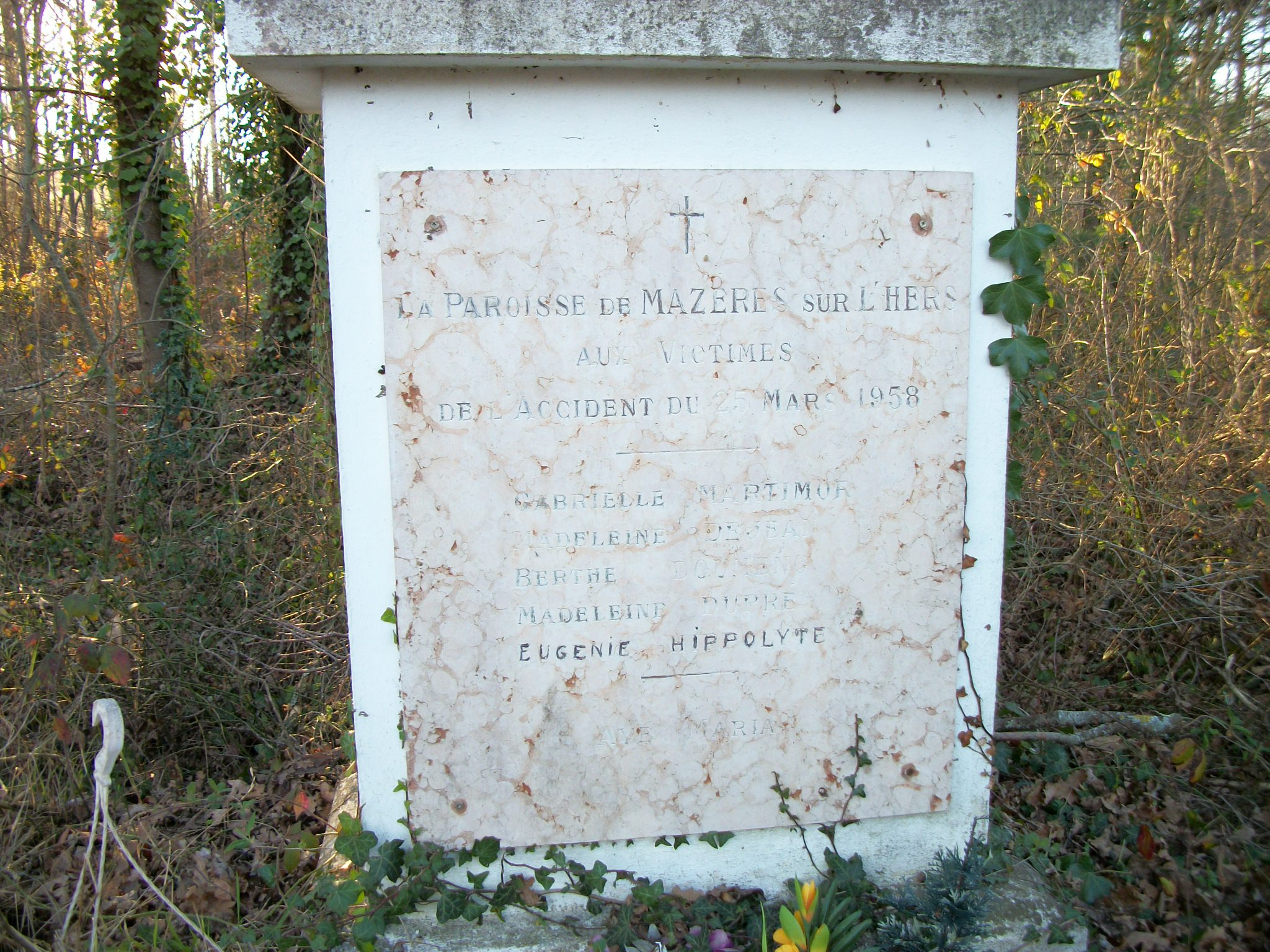
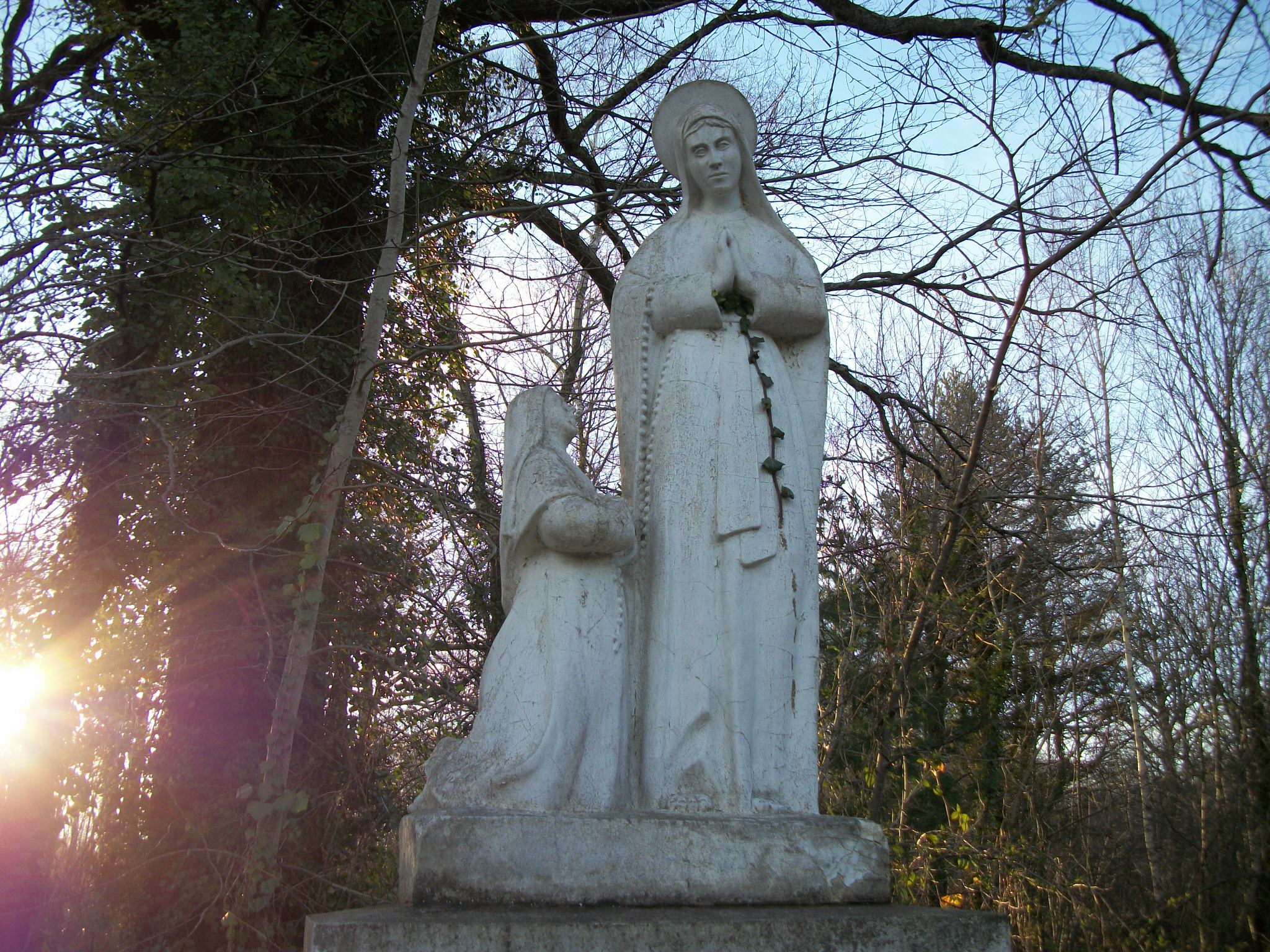
Statues de Notre-Dame de Lourdes et de sainte Bernadette.
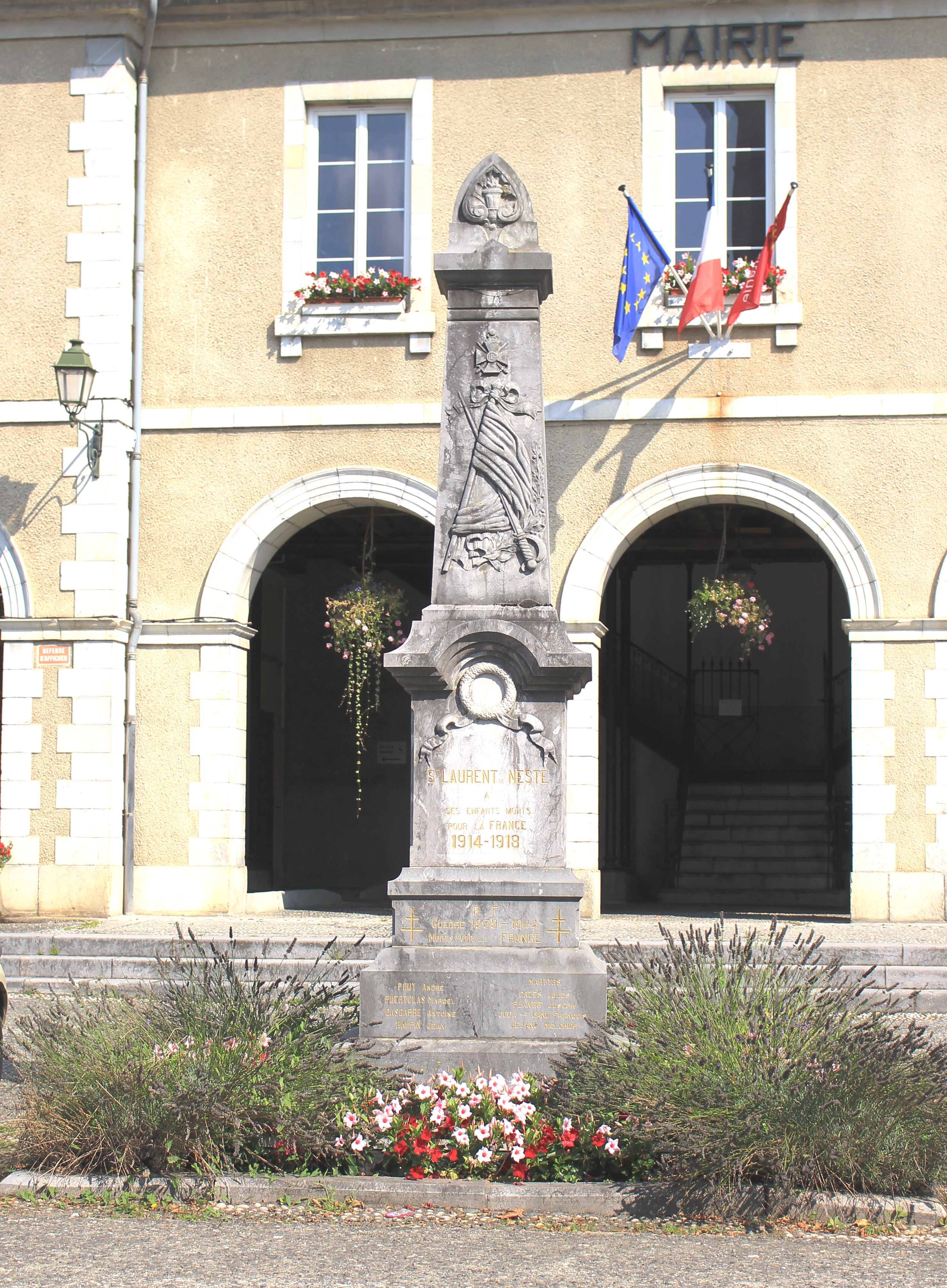
Monument aux morts.

Hameau Le Boila
- Église Saint-Cœur-de-Marie du Boila.
- Monument aux morts.
- Monument d'une croix.

Sélection de vues des édifices religieux
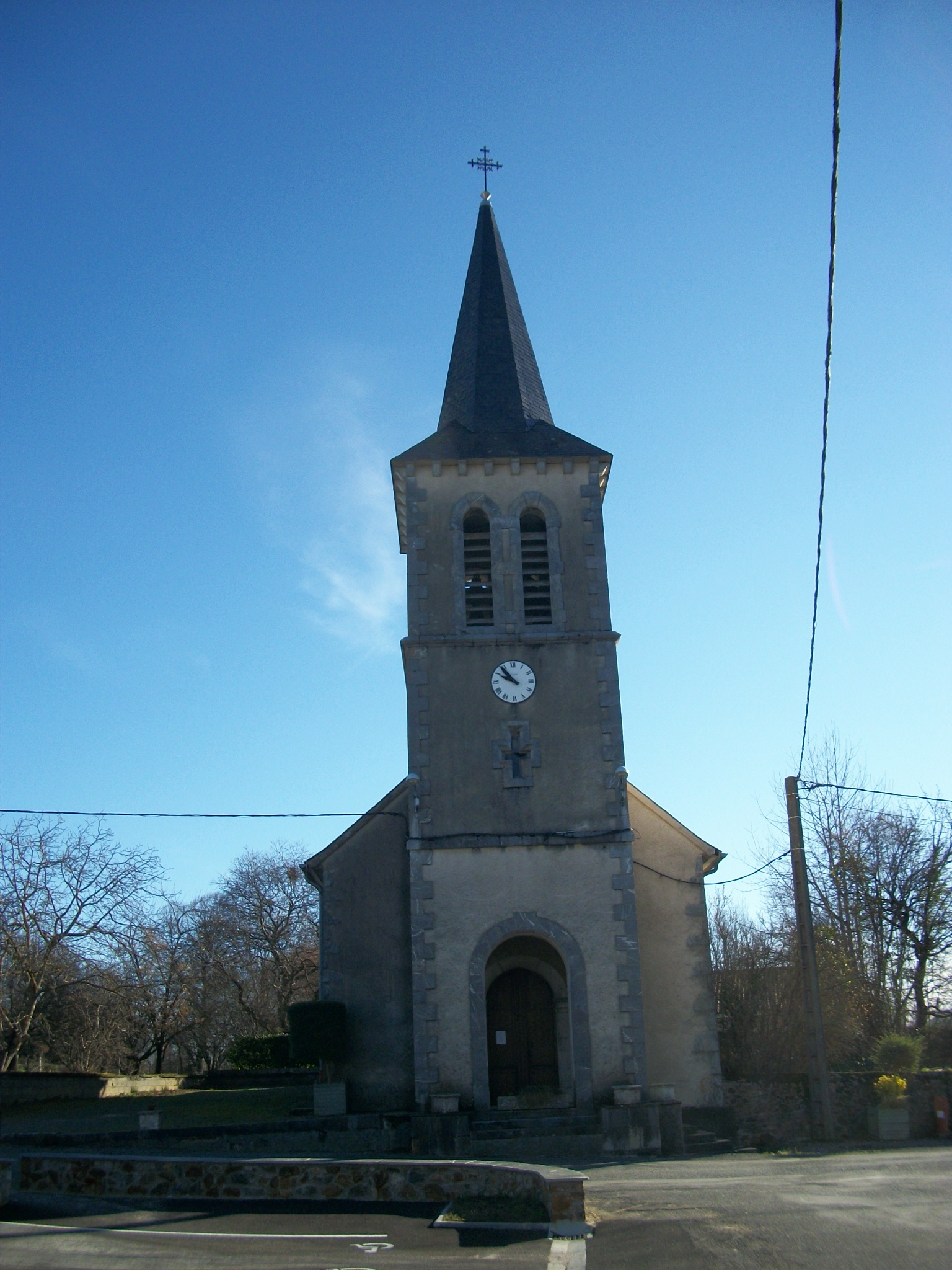
Église Saint-Cœur-de-Marie du Boila.
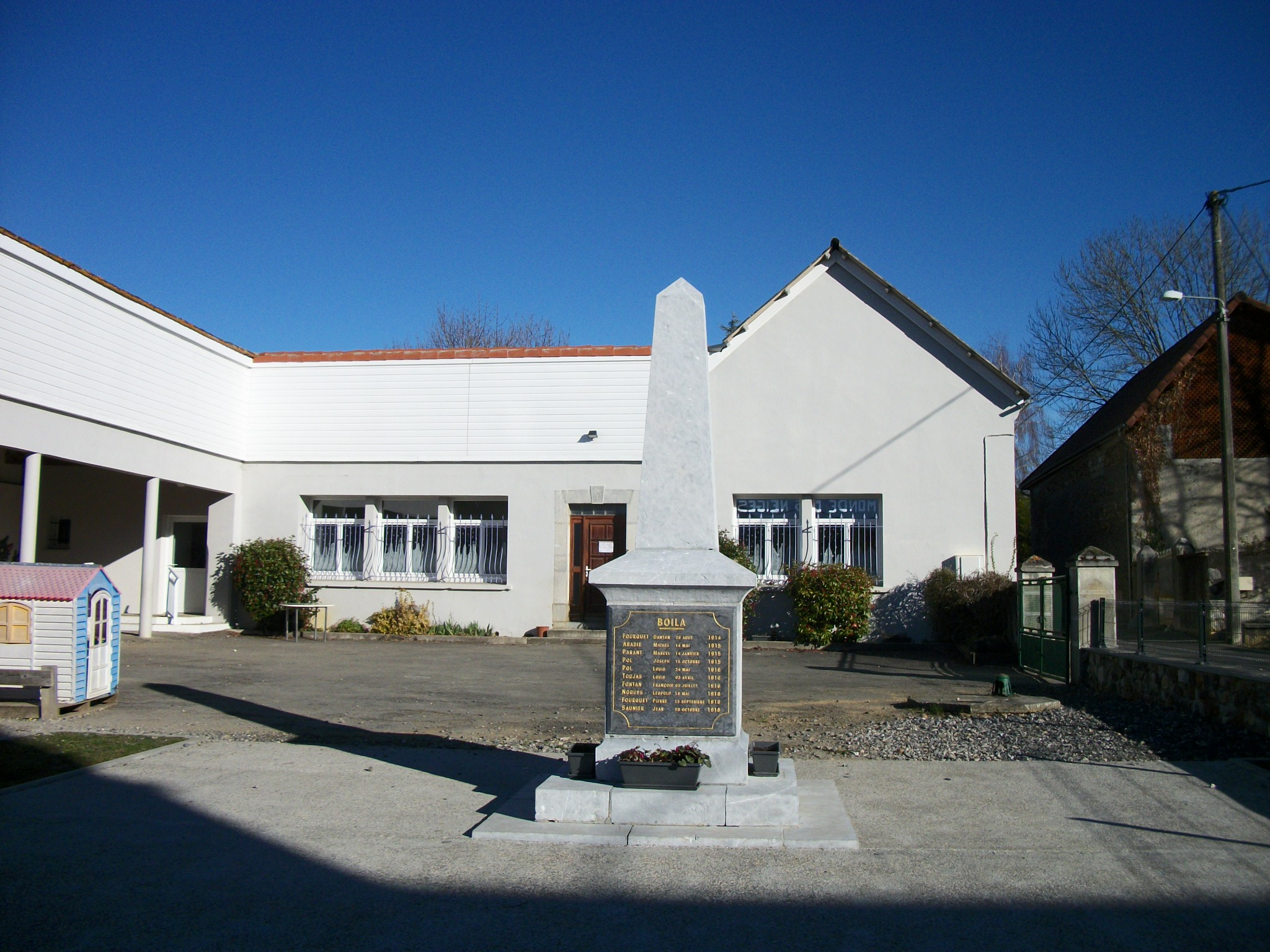
Monument aux morts.
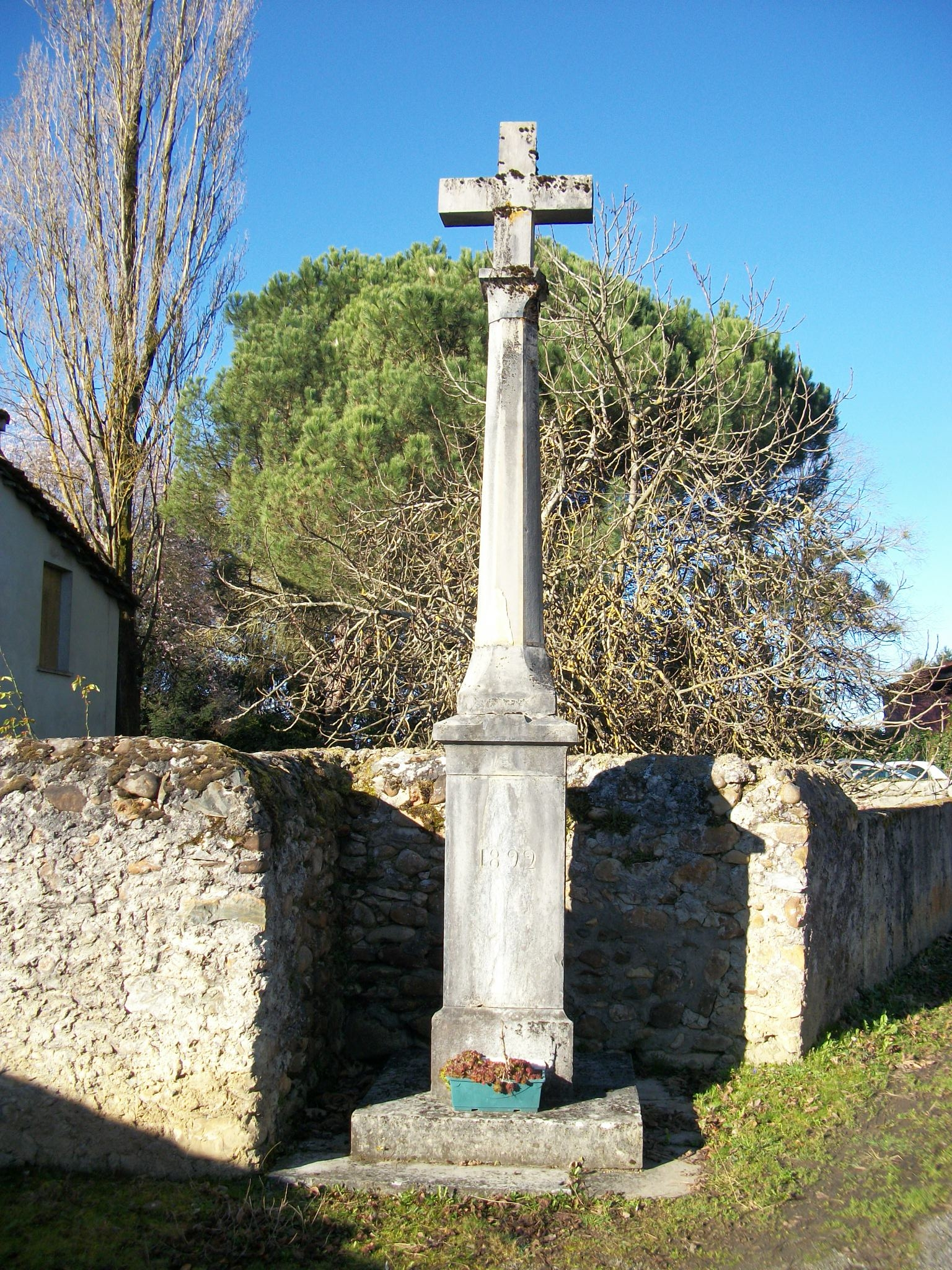
Monument d'une croix.

### Personnalités liées à la commune
- Josette Durrieu, conseillère municipale, sénatrice et première vice-présidente du conseil général des Hautes-Pyrénées.

### Héraldique
| Blason | Blasonnement : De gueules au gril d'or ; mantelé d’argent à cinq pals ondés d’azur. Commentaires : Blason officiel vérifié auprès de la mairie. |

Note : Le gril d'or fait référence au martyre de saint Laurent, saint patron de la ville.